# Opladen
Opladen ist ein Stadtteil der Stadt Leverkusen. Bis zum 31. Dezember 1974 war Opladen Kreisstadt und Sitz des damaligen Rhein-Wupper-Kreises, zugehörig zum Regierungsbezirk Düsseldorf, und wurde am 1. Januar 1975 mit Bergisch Neukirchen, Hitdorf und Leverkusen zur neuen kreisfreien Stadt Leverkusen im Regierungsbezirk Köln vereinigt.
Im heutigen Leverkusener Stadtteil Opladen wohnen  25.859 Menschen (Stand 31. Dezember 2023), im ehemaligen Stadtgebiet Opladens, einschließlich der Ortsteile Quettingen und Lützenkirchen, wohnen etwa 47.000 Menschen. Das seinerzeitige, damals abgeschaffte Kfz-Kennzeichen OP wird in Zusammenhang mit der Kennzeichenliberalisierung seit dem 3. August 2015 wieder in der Stadt Leverkusen ausgegeben.

## Geographische Lage
Opladen liegt an den unteren Ausläufern des Bergischen Landes an der Wupper, unweit ihrer Mündung in den Rhein. Das Gebiet der ehemaligen Stadt Opladen, das auch die heutigen Leverkusener Stadtteile Quettingen und Lützenkirchen umfasste, war umgeben von den Städten und Gemeinden Langenfeld, Leichlingen, Bergisch Neukirchen, Burscheid und Leverkusen. Der heutige Stadtteil Opladen grenzt an die Leverkusener Stadtteile Bergisch Neukirchen, Quettingen, Küppersteg und Rheindorf sowie an die Städte Langenfeld (Kreis Mettmann) und Leichlingen (Rheinisch-Bergischer Kreis).

## Geschichte
Während Opladen heute ein Stadtteil Leverkusens ist, war es während des größten Teils seiner Geschichte Gerichts-, Verwaltungs- und Verkehrszentrum sowie Kreisstadt des umliegenden Gebiets. Auch die Industrialisierung des heutigen Leverkusener Gebiets begann in wesentlichen Teilen in Opladen.
Sogar das Gebiet der heutigen Innenstadt Leverkusens – im Wesentlichen Wiesdorf – gehörte ursprünglich verwaltungsmäßig unmittelbar zur Bürgermeisterei (Bürgermeisteramt) Opladen.

### Frühzeit
Die ältesten archäologischen Funde auf Opladener Gebiet stammen aus der mittleren Steinzeit (8000–3000 v. Chr.). Weitere Funde belegen unter anderem eine Besiedlung des Gebiets in der Hallstattzeit zwischen 750 und 400 v. Chr. Ab dem 3. Jahrhundert brechen die archäologischen Funde ab, vermutlich aufgrund der germanischen oder fränkischen Expansion nach Westen.

### Mittelalter

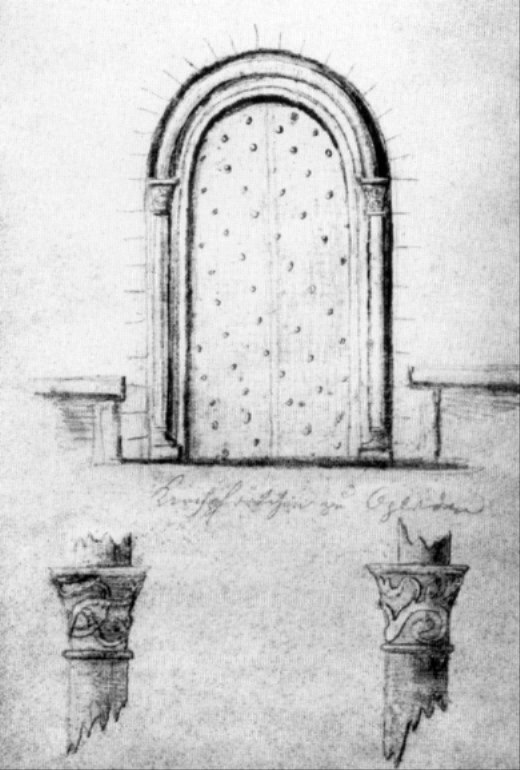
Portal der ersten Remigius-Kirche, erbaut um 1200

Erst um das 6. Jahrhundert wird eine Neubesiedlung des Gebiets im Rahmen der fränkischen Landnahme vermutet, worauf zahlreiche Ortsnamen wie Quettingheim (heute Quettingen), Uphoven (Ophoven) und Upladhin (Opladen) hindeuten. Die Wahl des heiligen Remigius als Schutzpatron der ältesten bekannten Opladener Kirche deutet auf eine Gründung zwischen dem 6. und 11. Jahrhundert hin.:S. 17 f. Opladen gehörte zu dieser Zeit zum Deutzgau, der im 12. Jahrhundert zum Herrschaftsgebiet der Grafen (später Herzöge) von Berg kam. Die erste schriftlich überlieferte Erwähnung des Namens Upladhin, woraus sich der Name Opladen ableitet, findet sich in einer Urkunde, die auf die Zeit zwischen 1168 und 1174 datiert und in der ein „Euirhardus Upladhin“ als Zeuge genannt wurde. Der Name Upladhin wird auf „up“ (oben, hoch) und „slade“ (Abhang, Talung, Bergschlucht) zurückgeführt.
Kirchengeschichtlich erstmals erwähnt wird Opladen in einer Urkunde von Papst Honorius III. vom 19. August 1223, in der die Kirchen in Opladen und Neukirchen namentlich als Besitzungen und Privilegien des Stifts St. Gereon in Köln erwähnt werden. Der Nachbarort Quettingen war bereits 1209 als Quettingheim erwähnt worden.

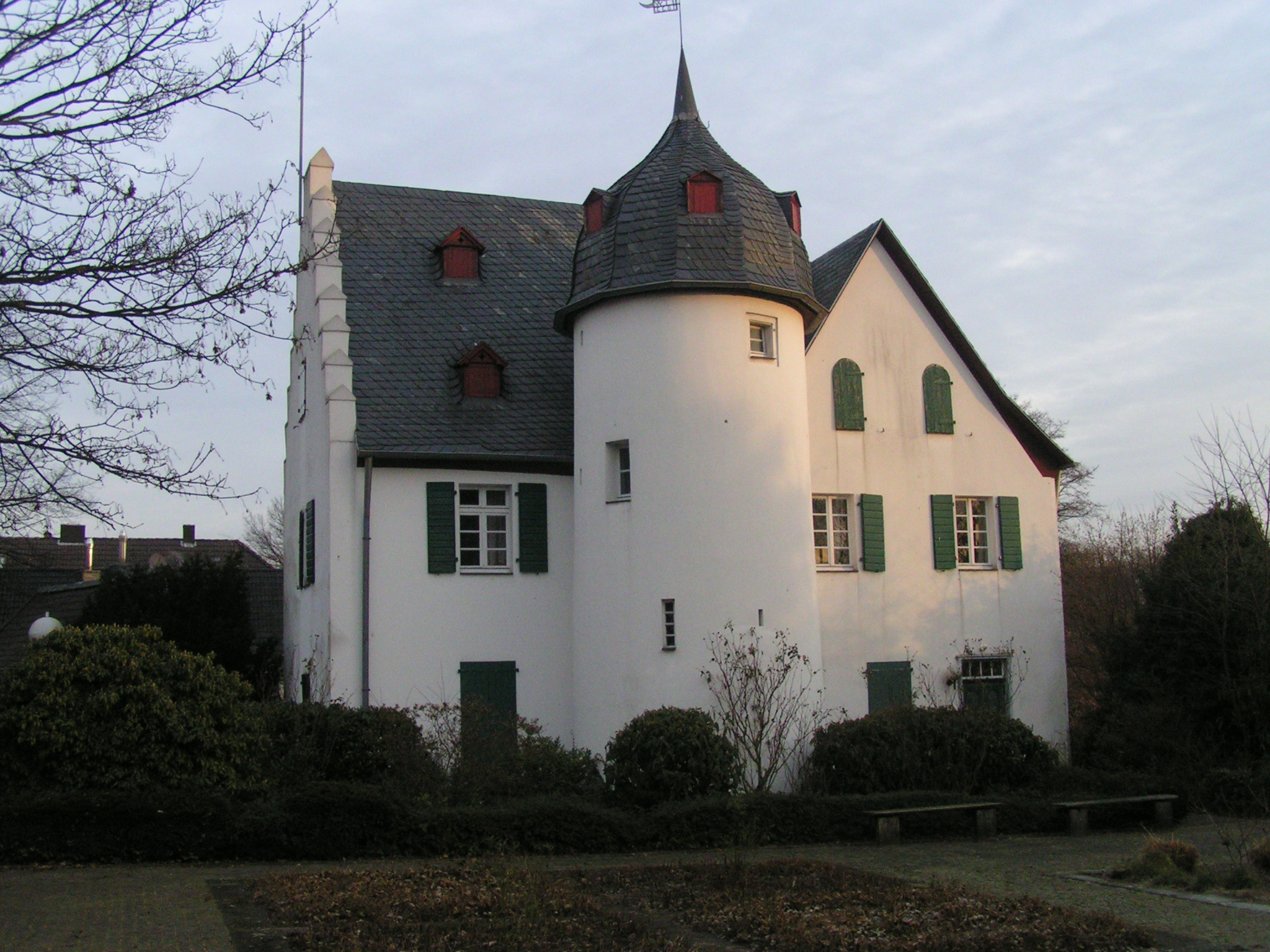
Friedenberger Hof

Opladen entstand aus Einzelhöfen, nicht als geschlossenes Dorf. In der geographischen Mitte des Siedlungsraums wurde die Kirche errichtet, aus der das Kirchspiel Opladen hervorging. Reste dieser Siedlungsstruktur sowie einzelne dieser Höfe blieben bis weit in das 20. Jahrhundert erhalten, und viele der Hofnamen sind noch als Straßennamen zu finden. Heute sind insbesondere noch der Friedenberger Hof (erste Erwähnung 1362, möglicher Sitz der Herren von Upladhin) auf dem Steilufer oberhalb der Wupper sowie der ehemalige Rittersitz Ophoven (1264) vorhanden.:S. 81 ff.
Seit dem Mittelalter war Opladen Sitz des höchsten bergischen Gerichts, des später so genannten Hauptlandgerichts. Dieses Gericht war einerseits zuständig für den bergischen Adel und wurde daher auch Rittergericht genannt, andererseits war es oberstes Gericht aller bergischen Landgerichte. Daneben war Opladen Versammlungsort der bergischen Landstände, die hier in zeitlicher Nähe zu den Tagungen des Hauptlandgerichtes ihre Landtage abhielten. Die vorher mündlich überlieferten Rechtsgrundsätze, nach denen entschieden wurde, aber auch die erhebliche Mitwirkung von Landständen und Ritterschaft bei der Regierung des Landes waren im bis heute überlieferten Rechts- oder Ritterbuch aus dem 14. Jahrhundert festgehalten. Die Bedeutung des Hauptlandgerichts nahm erst ab der Mitte des 16. Jahrhunderts ab, als sich das römische Recht auch in der Grafschaft Berg durchzusetzen begann und damit der bisherigen Gerichtsordnung die Grundlage entzogen wurde. Auch die Ständeversammlungen endeten Anfang des 17. Jahrhunderts.:S. 122 ff.
Opladen gehörte vom 14. Jahrhundert bis 1806 zum Amt Miselohe des Herzogtums Berg.

### Von der Reformation bis zu den Befreiungskriegen
Nach der Reformation wechselte die Opladener Kirche mit fast der gesamten Gemeinde um das Jahr 1600 zur lutherischen Konfession. 1620 kehrte die Gemeinde jedoch mit einem neuen Pfarrer wieder zum katholischen Bekenntnis zurück. Da die Opladener Gemeinde im Normaljahr 1624 katholisch war, wurde dies nach dem Westfälischen Frieden 1648 dauerhaft festgeschrieben, während einige Nachbargemeinden beim evangelischen Glauben blieben. Die wenigen evangelischen Christen in Opladen mussten daher in den folgenden Jahrhunderten auswärtige Kirchen aufsuchen.

Alte Remigiuskirche (1787–1862)

Nachdem die Gemeinde sich bereits seit 1654 um einen Neubau der bisherigen, vermutlich aus dem 13. Jahrhundert stammenden und baufällig gewordenen St.-Remigius-Kirche bemüht hatte, konnte sie 1787 schließlich durch einen Neubau ersetzt werden.
Nach der französischen Besetzung und Annektierung der linksrheinischen bergischen Gebiete 1794 überschritten französische Truppen 1795 den Rhein, so dass Opladen in den folgenden Jahren Opfer von Kriegshandlungen und französischer Besetzung wurde. Erst 1801 übernahm das Herzogtum Berg wieder die Herrschaft über das Gebiet. Aufgrund des Reformdrucks durch die französische Revolution kam es auch im Bergischen zu Reformen, deren bekannteste die auch in anderen Gebieten Deutschlands durchgeführte Säkularisation war. Durch die Auflösung der Klöster endeten die Ansprüche verschiedener Monasterien auf das Opladener Gebiet.
Für die meist bäuerlichen Einwohner war allerdings die Abschaffung und Aufteilung der Gemeinheitswaldungen bedeutender. Den vorher Nutzungsberechtigten wurde jeweils eine Parzelle des nun aufgeteilten Gebiets konzediert.
1806 trat der bayerische König Max Joseph das Herzogtum Berg im Tausch gegen die Markgrafschaft Ansbach an Napoleon ab. Dieser erweiterte das Territorium des Herzogtums und erhob es zum Großherzogtum Berg. Die Verwaltungsstrukturen wurden neu organisiert, und seit 1808 war Opladen Sitz der Munizipalität (Bürgermeisterei) und des Kantons (Landkreises) Opladen im Arrondissement Düsseldorf, Département Rhein. 1810 wurde der Code Napoléon anstelle des bisherigen Rechts eingeführt. In jedem Kanton, so auch in Opladen, wurde ein Friedensgericht eingerichtet.

### Opladen unter preußischer Herrschaft

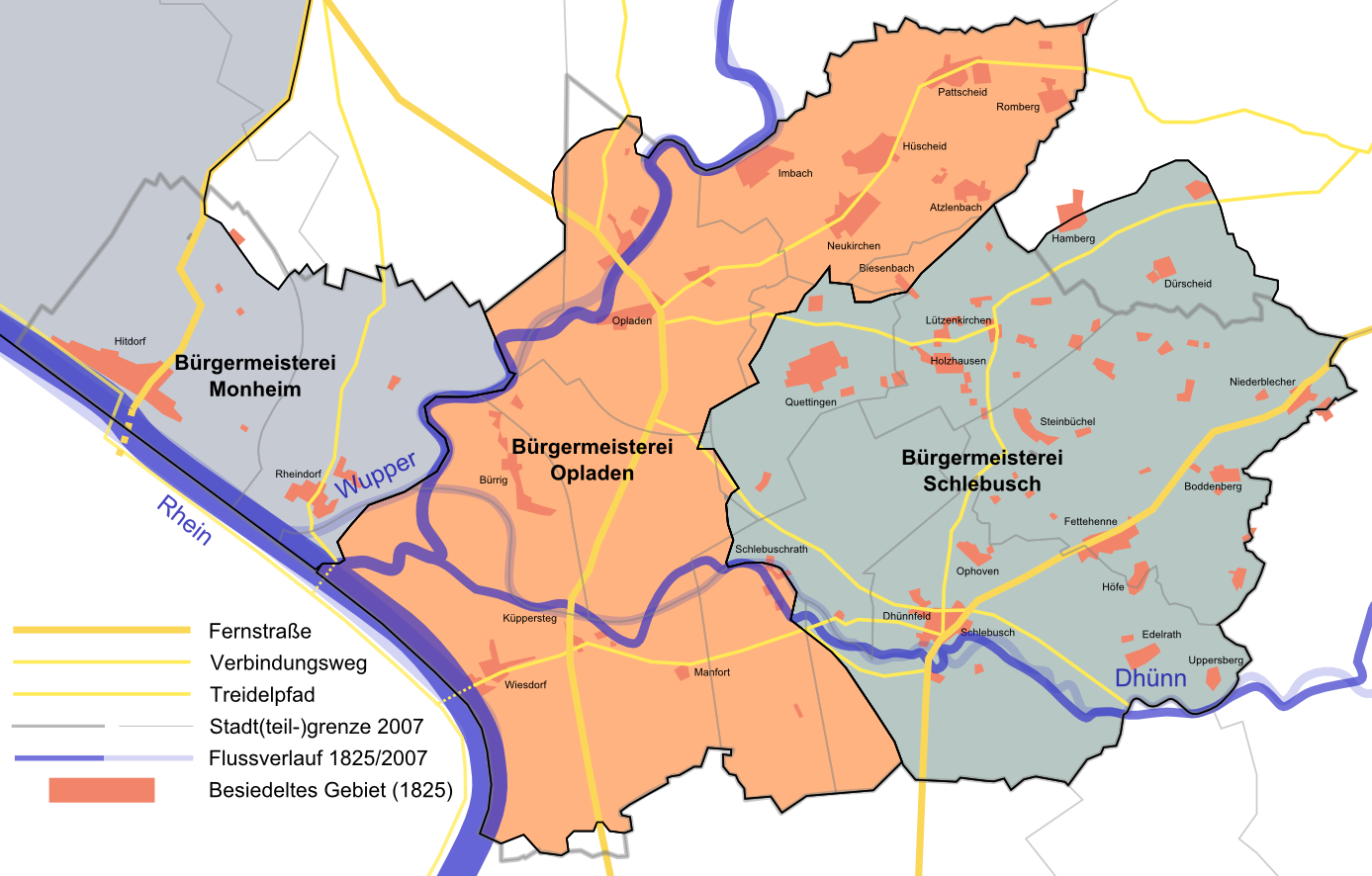
Bürgermeisterei Opladen um 1820

Nach der Niederlage Napoleons kam Opladen zunächst zum Generalgouvernement Berg und schließlich aufgrund der Beschlüsse des Wiener Kongresses unter Friedrich Wilhelm III. an Preußen, das es der Provinz Jülich-Kleve-Berg, beziehungsweise ab 1822 der Rheinprovinz zuordnete. War Opladen 1815 zunächst noch Sitz eines Kreises geworden, so wurde dieser bereits 1819 aufgelöst und sein Gebiet dem Kreis Solingen angegliedert. Daneben war Opladen von 1816 bis 1856 Sitz der gleichnamigen Bürgermeisterei, die auch die Gemeinden Bürrig, Neukirchen und Wiesdorf umfasste. Das Friedensgericht blieb unter preußischer Herrschaft erhalten, wenn auch mit verkleinertem Zuständigkeitsbereich.

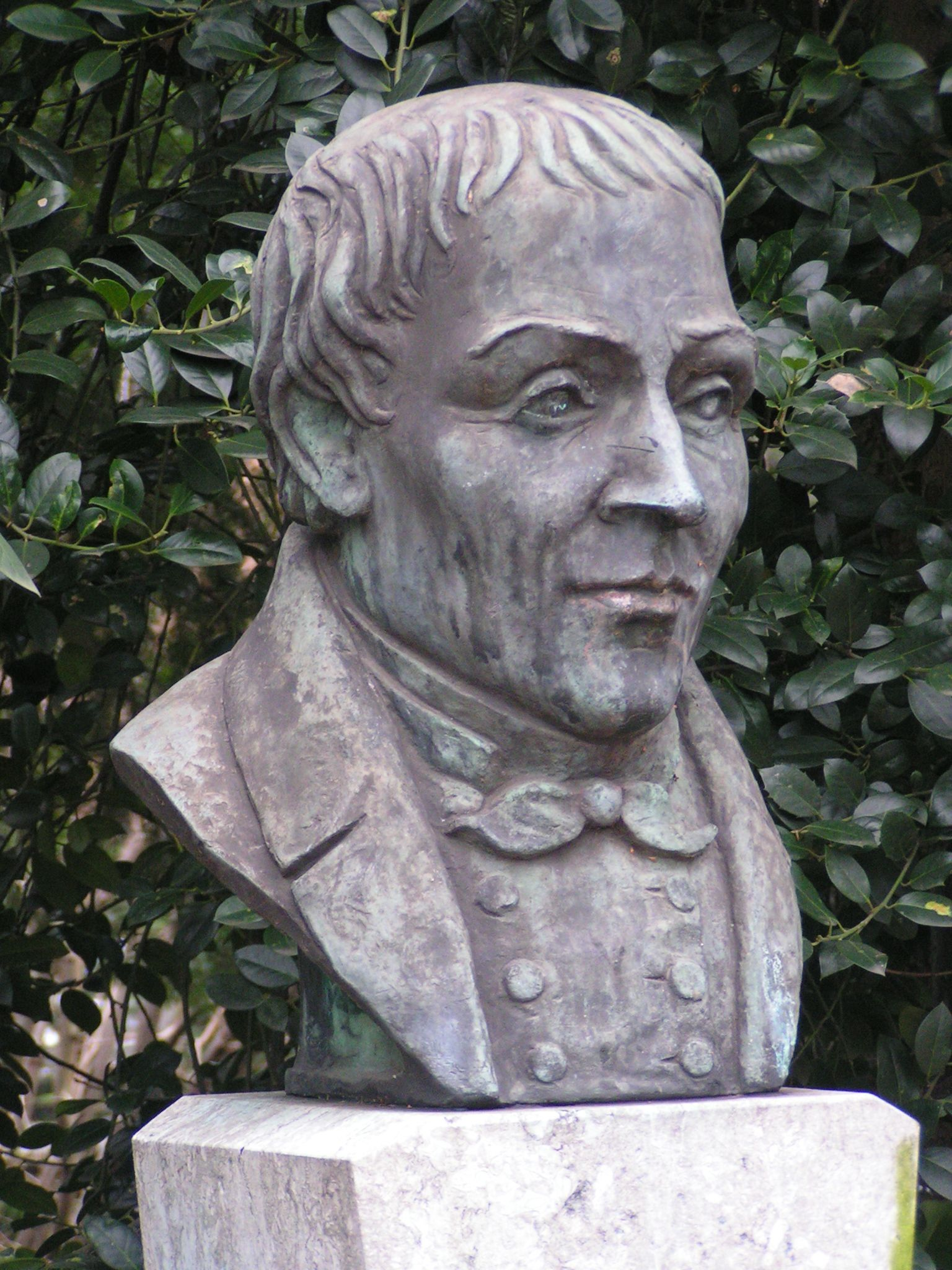
Vincenz Joseph Deycks

Große Bedeutung für die Opladener Geschichte hatte Vincenz Joseph Deycks, der seit 1793 als Justizrat beim Gericht des Amtes Miselohe in Opladen arbeitete, zunächst als Advokat, später als Notar. Er war ein weithin bekannter und gefragter Rechtsexperte; daneben förderte er den seit dem Mittelalter im Bergischen Land stark vertretenen Obstanbau, indem er eine große Obstbaumschule in der Ruhlach gründete und Versuche zum Obstanbau durchführte. 1811 bis 1815 war Deycks Maire (Bürgermeister) von Opladen als Nachfolger von Jakob Salentin von Zuccalmaglio und konnte in dieser Funktion einige Schäden durch Kriegseinwirkungen von der Stadt abhalten. Nachdem mehrfachen Entlassungsgesuchen nicht stattgegeben worden war, erzwang er 1815 seine Entlassung, indem er nicht an der Huldigung für den preußischen König als neuen Landesherrn teilnahm.:S. 134 f.
Mit der Säkularisation 1803 waren die Ansprüche des Kölner Stifts St. Gereon sowie anderer Klöster auf das Opladener Stadtgebiet entfallen. Die entsprechenden Rechte (z. B. Abgaben) und Pflichten wurden nun vom Staat wahrgenommen. 1841 entledigte sich der preußische Staat dieser Pflichten mit einer größeren Zahlung an die Gemeinde der Remigiuskirche.
Während der Märzrevolution 1848 wurde in Opladen eine Bürgergarde gegründet. Sie wurde von königlichen Behörden ausgerüstet und verstand ihre Aufgabe nicht in der Unterstützung der Revolution, sondern in der „Aufrechterhaltung der Ordnung“. Nach dem Scheitern der Paulskirchenversammlung wurde die Opladener Bürgergarde im Mai 1849 wieder abgeschafft und ihre Waffen eingezogen. Ebenfalls 1848 wurde die erste Opladener Zeitung, der Verkündiger an der Nieder-Wupper gegründet. Obwohl ihr Gründer aus politischen Gründen bereits 1850 nach Amerika auswanderte, erschienen Nachfolgepublikationen bis 1935. Eine weitere selbständige Zeitung existierte in Opladen von 1865 bis 1951.

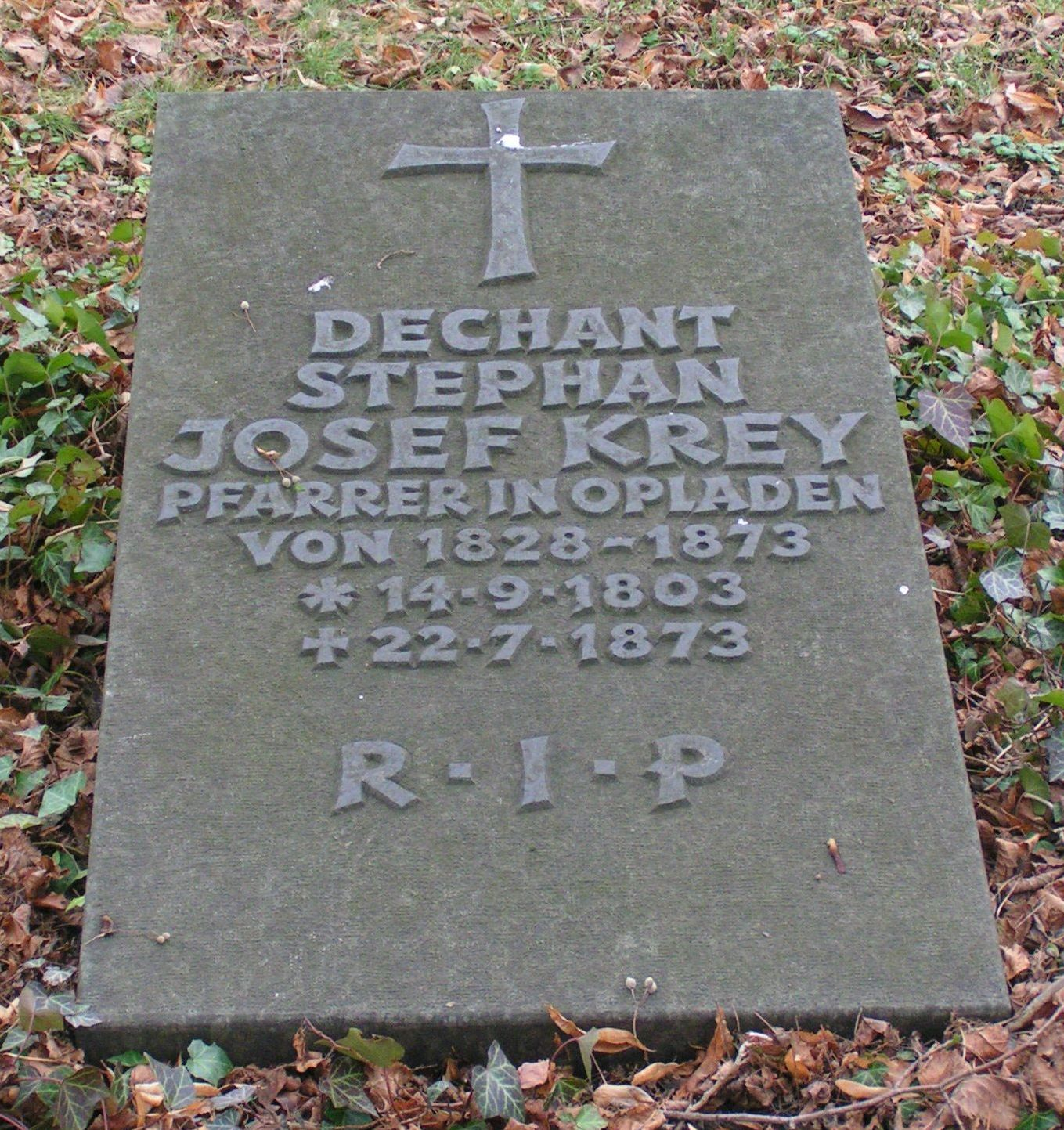
Grab von Dechant Krey

Marienschule um 1880

Von 1828 bis 1873 wirkte Stephan Krey als Pfarrer in Opladen und seit 1844 auch als Dechant des Dekanates Solingen. Unter seiner Mitwirkung wurden mehrere für die Zukunft Opladens wesentliche Projekte in Angriff genommen. Mit Hilfe von Spenden aus der Bevölkerung sowie der oben genannten Einmalzahlung infolge der Säkularisation wurde die Pfarrkirche St. Remigius in den Jahren 1860–63 nach einem Entwurf des Diözesanbaumeisters Vincenz Statz im neugotischen Stil neu erbaut. Darüber hinaus hatte Krey maßgeblichen Einfluss auf die Gründung des Aloysianums, einer bis 1938 bestehenden Knabenschule in erzbischöflicher Trägerschaft, sowie der Marienschule, die 1866 den Schulbetrieb aufnahm und bis 1996 von den Armen Dienstmägden Jesu Christi (Dernbacher Schwestern) getragen wurde. Danach ging die Trägerschaft auf das Erzbistum Köln über.
Die Kulturkampf genannte Auseinandersetzung zwischen dem preußischen Staat und der katholischen Kirche in den 1870er Jahren zeigte auch in Opladen ihre Wirkung: Während das katholische Aloysianum keine evangelischen Schüler mehr aufnahm, mussten sich die Ordensschwestern, die die Marienschule betrieben, vom Unterricht zeitweise ganz zurückziehen. Nach dem Tod von Dechant Krey 1873 wurde die Pfarrerstelle von der Kirche entgegen der Gesetzeslage sofort wiederbesetzt. Der Kölner Erzbischof Melchers hatte die Ernennung dem Staat nicht gemeldet, was eine Strafe von 200 Talern nach sich zog. Der neue Pfarrer durfte seiner Tätigkeit nicht nachgehen und wurde streng überwacht. Opladen war mit Reichstags-Wahlergebnissen von über 70 Prozent für das Zentrum in den 1870er Jahren deutlich katholisch geprägt. Erst 1886 endete der Kulturkampf auch in Opladen mit den preußischen Friedensgesetzen. Aber noch 1904 benutzte der Sozialdemokrat Philipp Scheidemann, der im Wahlkreis Solingen Stadt und Land gewählt worden war, in seiner ersten Reichstagsrede zur Wupperverschmutzung die katholische Prägung des Gebiets als Bild:
„Die Wupper ist unterhalb Solingens tatsächlich so schwarz, daß, wenn sie einen Nationalliberalen darin untertauchen, Sie ihn als Zentrumsmann wieder herausziehen können.“
:S. 55 ff.

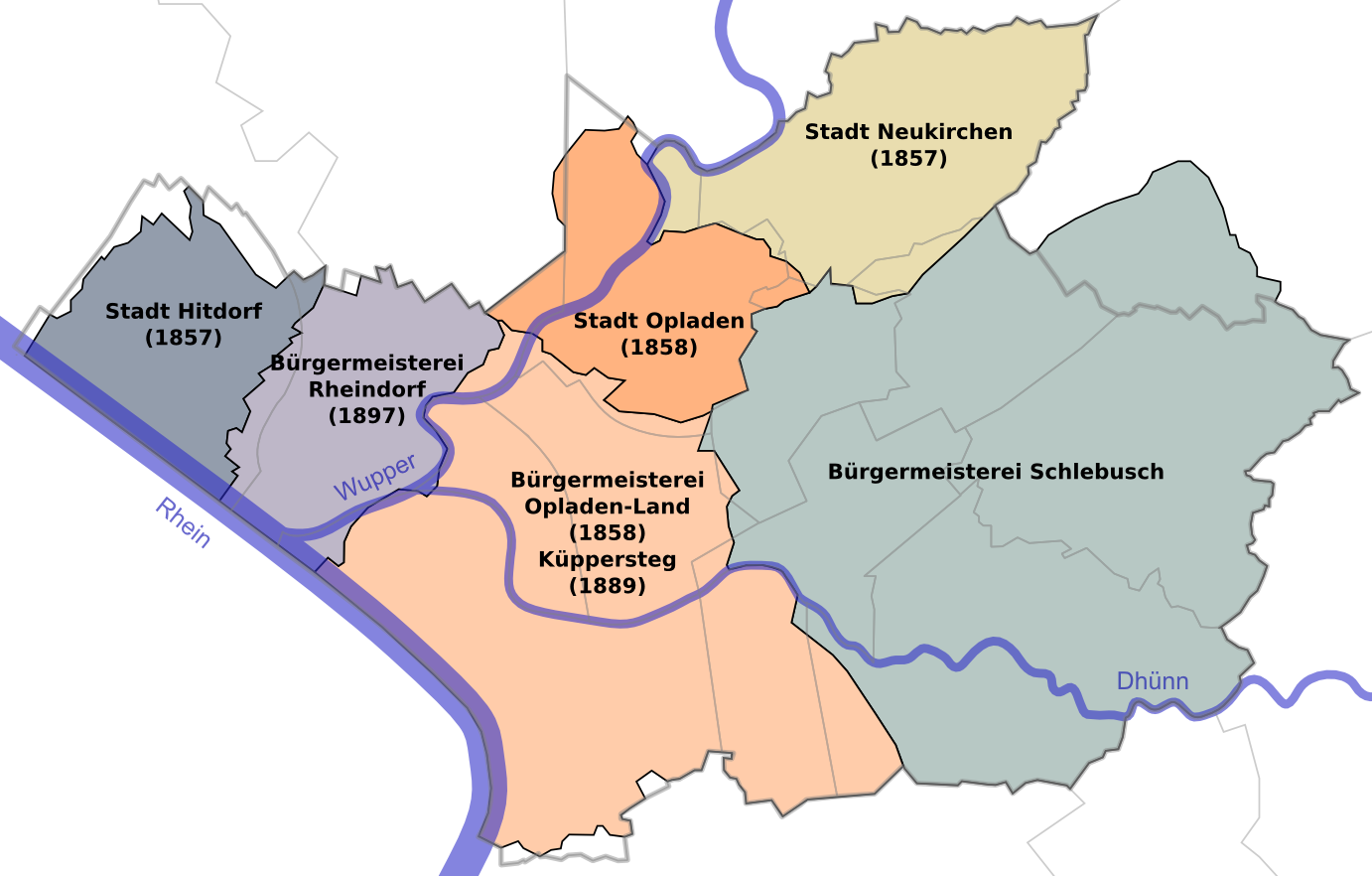
Stadt Opladen und Bürgermeisterei Opladen-Land im 19. Jahrhundert

1856 wurde die bisherige Samtgemeinde in die Bürgermeistereien Opladen-Stadt und Opladen-Land (Bürrig, Wiesdorf) umgewandelt, die zunächst in Personalunion verwaltet wurden. Neukirchen wurde selbständige Gemeinde. 1858 wurden Opladen die Stadtrechte nach der Rheinischen Städteordnung von 1856 verliehen. Bereits vorher war allerdings schon die Bezeichnung Stadtgemeinde Opladen gebräuchlich, und Opladen entsandte seit 1825 Abgeordnete zum dritten Stand (Städtevertretung) der Rheinischen Provinzialstände. Ein Teil der Bürger hatte nun die Möglichkeit, den Bürgermeister und die Beigeordneten nach dem preußischen Dreiklassenwahlrecht zu wählen.

Julius Schnitzler

Erste Industriebetriebe siedelten sich im 19. Jahrhundert entlang der Wupper und aufgrund der verkehrsgünstigen Lage insbesondere in der Nähe des Wupperübergangs an. Während frühe Versuche eine Baumwollspinnerei und Ölmühle anzusiedeln in den Jahren 1814–1817 am Widerstand einheimischer Kräfte, darunter Justizrat Deycks, scheiterten, wurde 1822 eine Baumwollspinnerei rechts der Wupper eröffnet, die 1839 von den Industriellen Wilhelm und Julius Ulenberg sowie Schnitzler übernommen wurde. Im Jahr 1841 arbeiteten dort bereits über 200 Beschäftigte. Nachdem zunächst die Wasserkraft der Wupper genutzt wurde, kam 1844 der erste Dampfkessel in Opladen zum Einsatz. Die Spinnerei bestand bis etwa zur Jahrhundertwende, während die Gebäude von Metallwarenfabriken übernommen wurden.

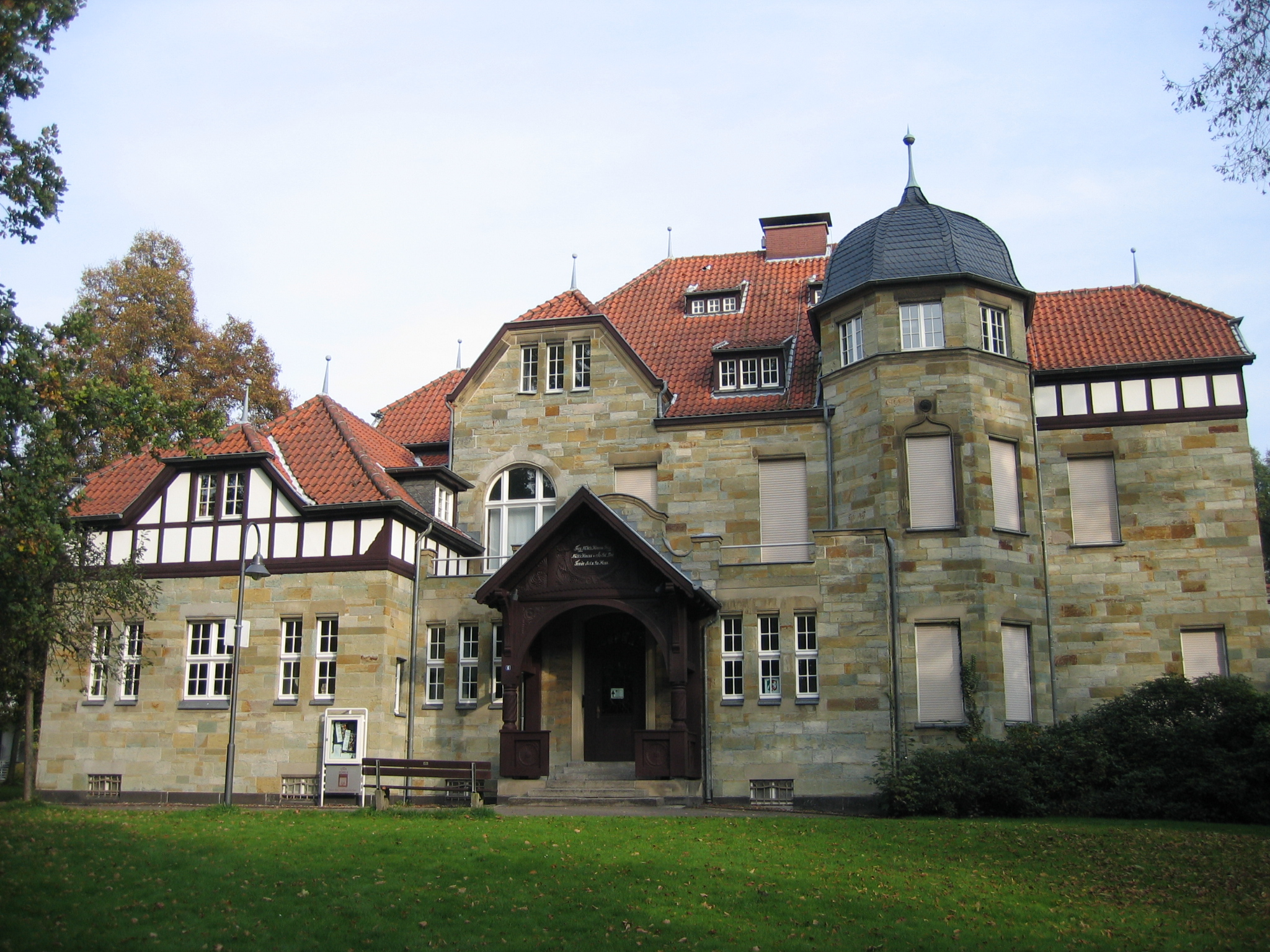
Villa Römer

Ein weiterer bedeutender Betrieb war die 1865 gegründete Türkischrot-Färberei von Albert Römer, die bis zur Weltwirtschaftskrise 1930 in Opladen produzierte. Die Gebäude an der Wupper wurden 1937 abgebrochen. Eine weitere Färberei wurde von der Fabrikantenfamilie Schoeller gegründet und nach dem Verkauf des Betriebs 1914 unter dem Namen Schusterinsel bekannt. 1872 wurde eine Dynamitfabrik in der Bürriger Heide gegründet, die bis 1926 produzierte, und 1893 eine chemische Fabrik an der Wupperbrücke. Die Fabrikanten Ulenberg, Schnitzler, Römer, Schoeller und Tillmanns (aus Lützenkirchen) spielten im öffentlichen Leben der Stadt eine bedeutende Rolle, indem sie öffentliche Vorhaben förderten, Bedürftige unterstützten und sich politisch und konfessionell engagierten. Die Villa Römer, eine vom Sohn Albert Römers erbaute Fabrikantenvilla, existiert bis heute und wird als Haus der Stadtgeschichte genutzt. Julius Schnitzler wurde zum ersten Ehrenbürger der Stadt. Von den im 19. Jahrhundert gegründeten Fabriken Opladens ist heute (2007) nur noch die chemische Fabrik (zwischenzeitlich Goetze) als Tochterfirma der SKF GmbH in Betrieb.
1860 war die Ultramarinfabrik von Carl Leverkus aus Wermelskirchen nach Wiesdorf verlegt worden, das zur Opladener Samtgemeinde gehörte. Aufgrund der fortschreitenden Industrialisierung der Stadt und des Umlands war die Bevölkerung insbesondere durch Zuwanderung stark angestiegen, so dass auch der evangelische Anteil wieder deutlich gewachsen war. 1876 wurde die Bielertkirche als erste evangelische Kirche seit über 250 Jahren feierlich eingeweiht. Die kleine jüdische Gemeinde Opladens wurde 1879 selbständig und errichtete eine neue Synagoge.

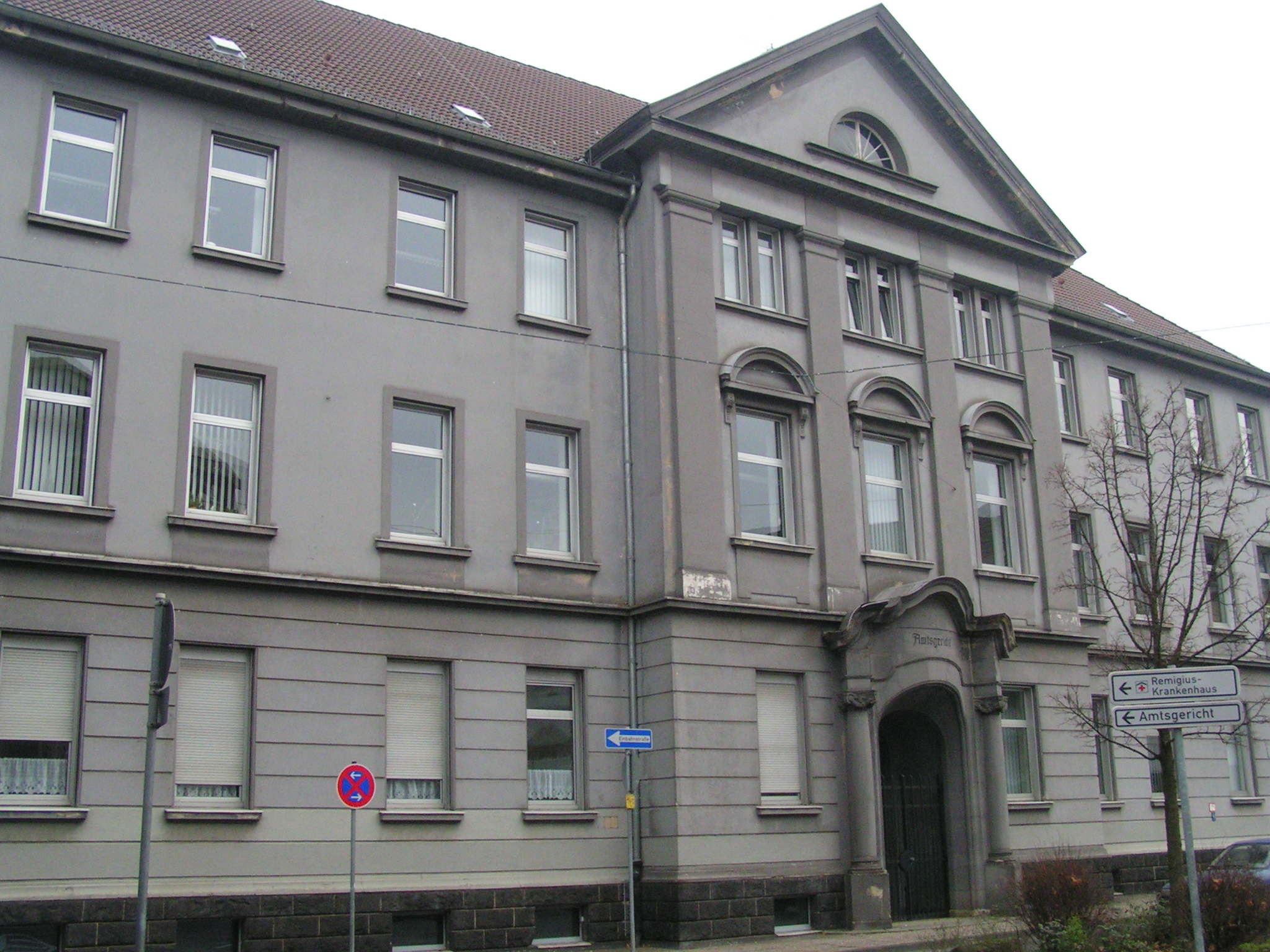
Amtsgericht Opladen (1882)

Ebenfalls seit 1879 nahm das Amtsgericht Opladen anstelle des vorherigen Friedensgerichts die Rechtspflege in seinem Zuständigkeitsbezirk wahr. 1882 wurde der erste Teil des heute noch vom Amtsgericht benutzten Gebäudekomplexes fertiggestellt.
1864 erhielt Opladen die erste Straßenbeleuchtung, während eine zentrale Wasserversorgung erst 1903 und eine Stromversorgung 1907 eingerichtet wurden.
1889 endete die Personalunion der Bürgermeistereien Opladen-Stadt und -Land. Bürrig und Wiesdorf wurden als Bürgermeisterei Küppersteg selbständig.
1891 eröffnete die Gemeinde St. Remigius mit erheblicher finanzieller Unterstützung von Stadt und Bürgern das Krankenhaus St. Josef (heute Remigius-Krankenhaus) in der Nähe der Kirche.

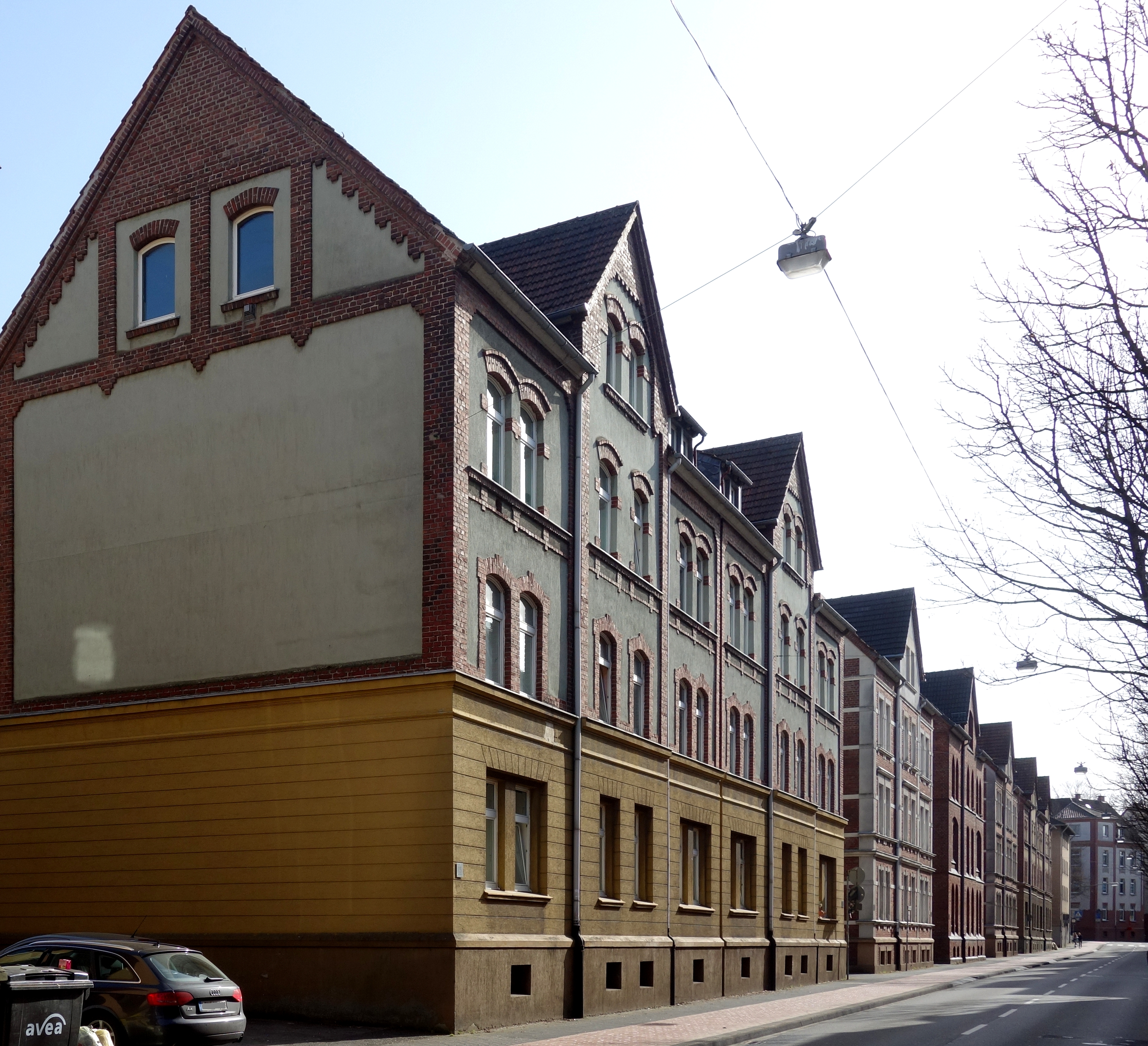
Geschlossene Häuserreihe der Eisenbahnersiedlung

Zwischen 1903 und 1914 entstand die Eisenbahnersiedlung, die für das Opladener  Reichsbahnausbesserungswerk im Stil eines reformierten Historismus mit wiederkehrenden Baudetails errichtet wurde und aus Mehrfamilienhäusern in geschlossener Reihe mit rund 450 Wohnungen bestand.

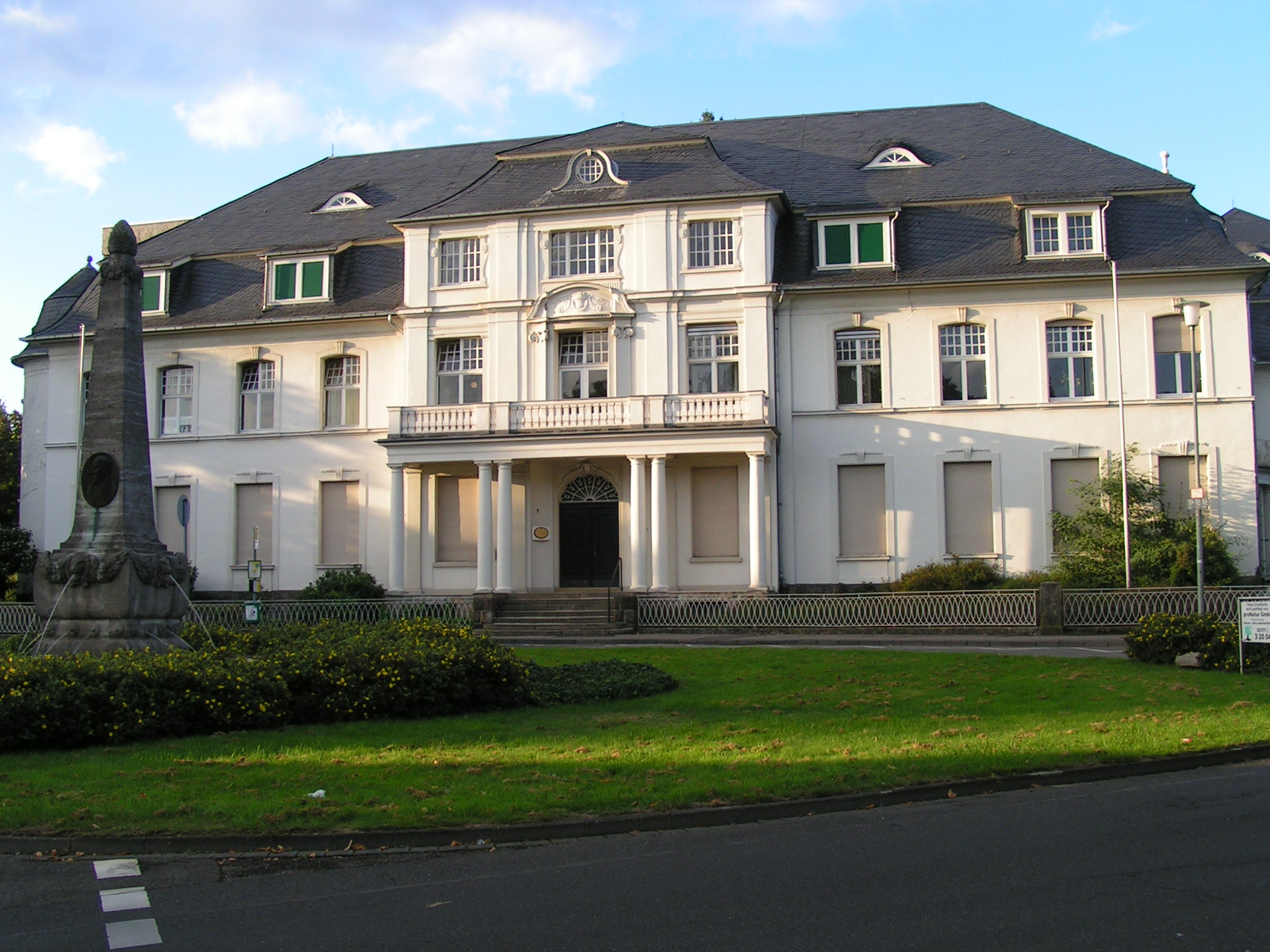
Das 1914 erbaute Landratsamt. Heute dient es als Stadtarchiv.

Der damalige Landrat des Landkreises Solingen, Adolf Lucas, förderte wesentlich die 1906 erfolgte Gründung der Paritätischen höhere Knabenschule Opladen, des heutigen Landrat-Lucas-Gymnasiums, für die 1911 ein neues Gebäude im Hederichsfeld errichtet wurde. Lucas veranlasste auch den Umzug der Kreisverwaltung des Landkreises Solingen von Solingen nach Opladen im Jahre 1914, nachdem Solingen bereits seit einigen Jahren kreisfrei gewesen war. Im selben Jahr wurde die von ihm geförderte Landwirtschaftsschule des unteren Kreises Solingen in Opladen eröffnet.

1907 wurde der repräsentative Neubau des Erzbischöflichen Aloysianums eröffnet, der das Stadtbild Opladens bis zum Abriss 1975 prägte, zuletzt als Opladener Rathaus.
Im Ersten Weltkrieg wurde ein großer Artillerie-Zugmaschinenpark neben der Eisenbahn-Hauptwerkstätte eingerichtet. In der Hauptwerkstätte wurden Waggons für Truppentransporte umgerüstet. Um dem Arbeitskräftemangel aufgrund der Einberufungen zu begegnen, wurden hier auch Frauen und Kriegsgefangene eingesetzt. Die Bevölkerung litt unter der durch den Krieg bedingten Verknappung von Lebensmitteln und sonstigen Gebrauchsgütern.
Die Marienschule und das St.-Josef-Krankenhaus wurden als Lazarett genutzt.

### Weimarer Republik und Drittes Reich

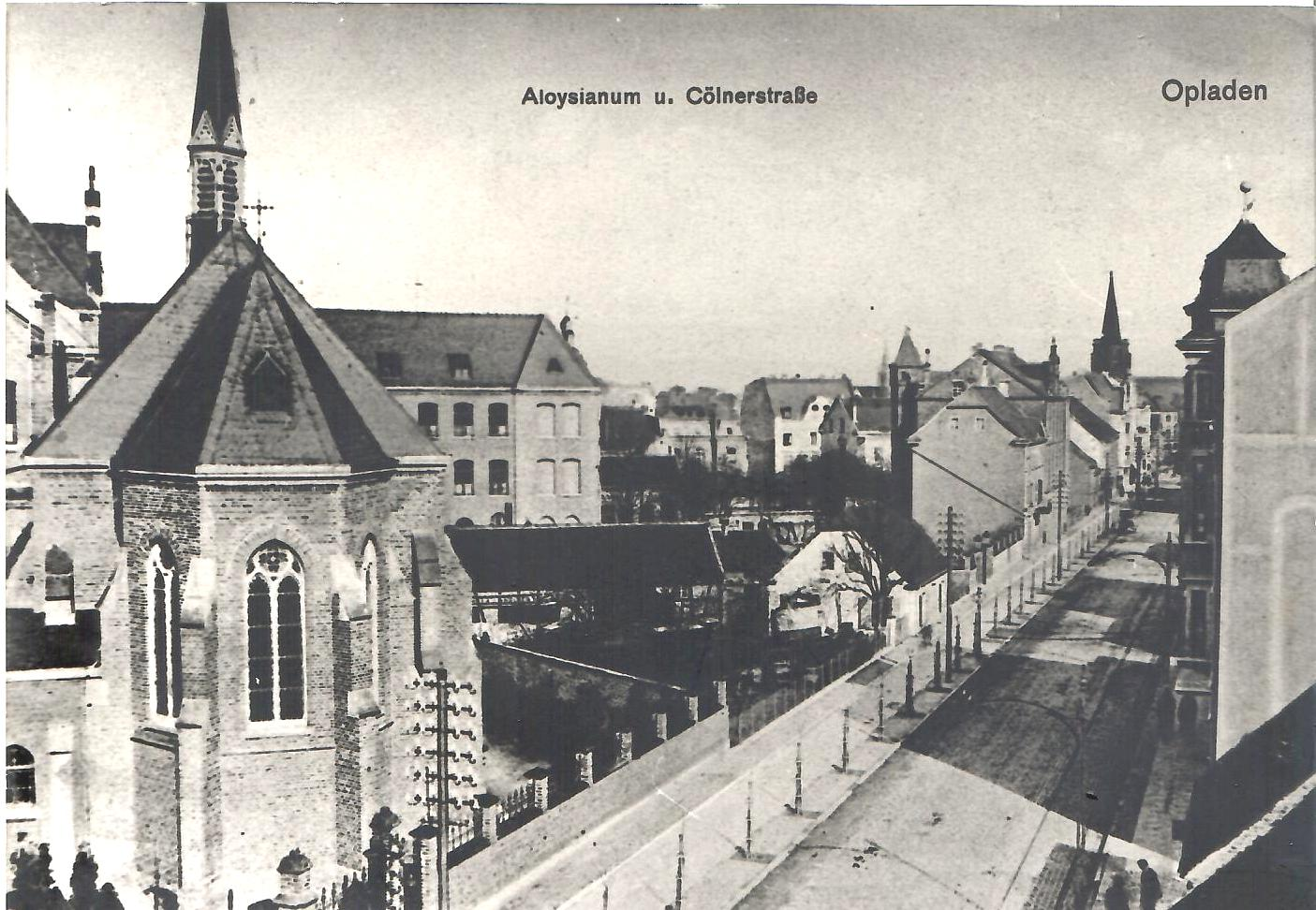
St. Aloysius, Aloysianum und Cölner Straße (undatierte Postkarte, ca. 1930?)

Nach dem Ende des Ersten Weltkriegs bildete sich in Opladen am 9. November 1918 ein Arbeiter- und Soldatenrat, der insbesondere von den Soldaten des Zugmaschinenparks unterstützt wurde. Zu größeren Zwischenfällen oder Blutvergießen kam es in Opladen nicht. Schon im Dezember musste der Arbeiter- und Soldatenrat seine Arbeit aber wieder einstellen, nachdem erste Besatzungstruppen in Opladen einmarschiert waren. Opladen gehörte zum Kölner Brückenkopf des von den Alliierten besetzten linksrheinischen Gebiets; schottische, neuseeländische und englische Truppen waren unter anderem im Gebäude des Realgymnasiums, der späteren Landrat-Lucas-Schule, stationiert. Die englische Besatzung verhinderte auch in der Folgezeit eine Eskalation der politischen Auseinandersetzungen wie in den nicht besetzten Gebieten.
1923 führte die französische Ruhrbesetzung zu größeren wirtschaftlichen Problemen. Sie betraf Opladen zwar nicht direkt, führte aber zu Verkehrsproblemen, beispielsweise zur Sperrung der nahegelegenen Bahnstrecke Köln-Düsseldorf. Dies verschärfte sich, als auch das Gebiet um den englisch besetzten Brückenkopf französisch besetzt wurde und Handel und Verkehr zu großen Teilen zum Erliegen kamen. Das Reichsbahnausbesserungswerk in Opladen setzte keine Lokomotiven mehr instand. Die nicht zuletzt auch aufgrund des Widerstands gegen die Ruhrbesetzung einsetzende Inflation führte abermals zur Verschärfung der Situation. Erst mit der Einführung der Rentenmark im Oktober 1923 begann eine Entlastung der Situation. 1925 endete die Ruhrbesetzung, 1926 schließlich auch die britische Besatzung Opladens.

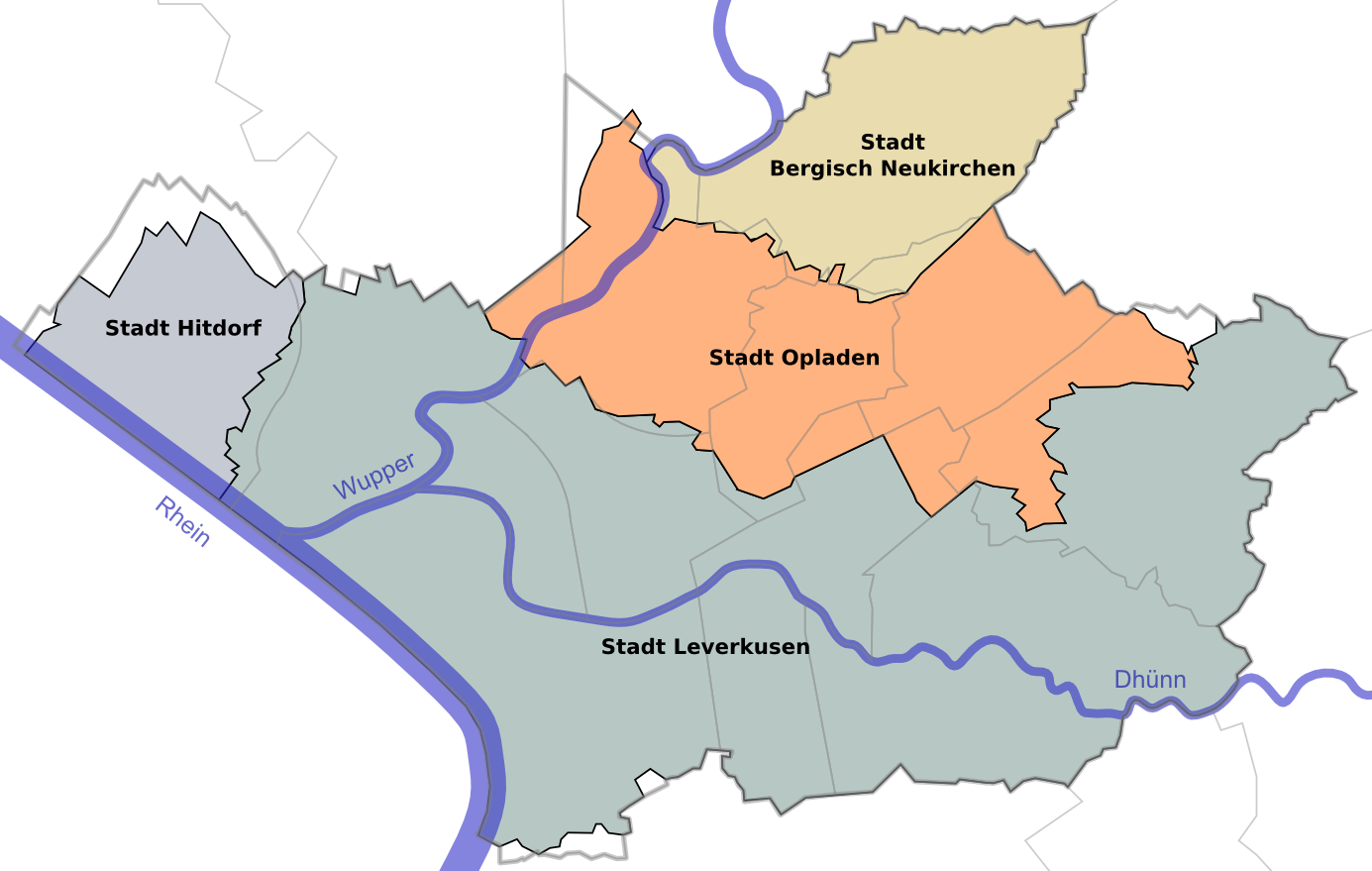
Stadt Opladen ab 1930 (orange)

1929 wurden große Teile der Kreise Solingen und Lennep zusammengelegt. Opladen blieb Kreisstadt des neuen Kreises Solingen-Lennep. 1931 wurde dieser in Rhein-Wupper-Kreis umbenannt, da die ehemals namensgebenden Städte nicht mehr zum Kreis gehörten.
Das erstmals in einer Deutzer Handschrift um 1160 erwähnte Lützenkirchen wurde 1930 zu Opladen eingemeindet, genau wie Quettingen, das 1209 als Quettingheim erstmals erwähnt wurde. Beide sind heute ebenfalls Stadtteile von Leverkusen. Damit wuchs die Fläche der Stadt um mehr als das Doppelte und die Einwohnerzahl ungefähr um ein Drittel.
Ab 1931 wurde in Opladen eine der ersten Autobahnen Deutschlands, die heutige Bundesautobahn 3, als Umgehungsstraße errichtet. Die Eröffnung fand im September 1933 statt.
Die Wahlbeteiligung war in Opladen während der Weimarer Republik stets relativ hoch. Bei den Wahlergebnissen stand das Zentrum immer mit Abstand an der Spitze, die KPD kam meist an zweiter Stelle. Darin zeigte sich die katholische Prägung der alteingesessenen Bevölkerung und die inzwischen gewachsene Rolle der meist zugewanderten Arbeiterschaft. 1932 gelangte die NSDAP an die zweite Stelle, erst bei den Reichstagswahlen im März 1933 erreichten sie eine Mehrheit. Aber selbst bei dieser nicht mehr unter demokratischen Bedingungen abgelaufenen Wahl erreichten sie nicht mehr als 34 Prozent. Die Opladener Parteigliederung machte während dieser Zeit insbesondere durch die Unterstützung von Saalschlachten und Raufereien von sich reden. Bei einer Wahlkampfveranstaltung im März 1933, an der der Reichstagsabgeordnete und ehemalige Reichsfinanzminister Rudolf Hilferding (SPD) teilnahm, kam es zu einem Überfall der SA. Hilferding konnte allerdings rechtzeitig flüchten.

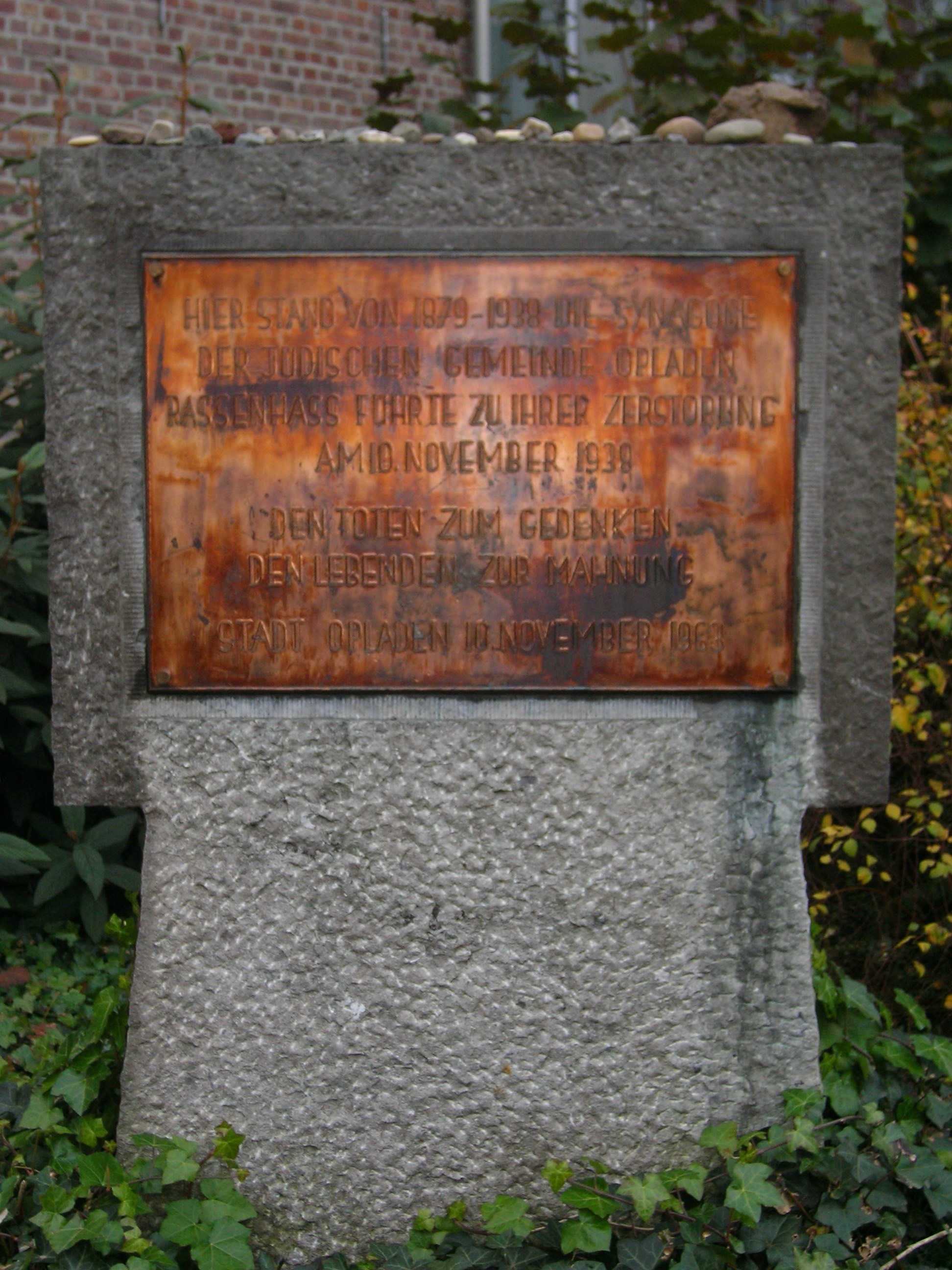
Gedenktafel am Platz der 1938 zerstörten Synagoge

Nach der nationalsozialistischen Machtergreifung begann 1933 die systematische Diskriminierung jüdischer Bürger. Jüdische Geschäftsleute wurden in den folgenden Jahren gezwungen, ihre Geschäfte zu verkaufen; nichtjüdische Bürger, die z. B. Kunden an jüdische Kollegen verwiesen, wurde in der Presse öffentlich angeprangert. Die Stadtverordnetenversammlung entmachtete sich am 12. März 1933 selber, indem sie einen „Beschluß-Ausschuß“ bildete, dem fast sämtliche ihrer Rechte übertragen wurden, und wurde am 21. November desselben Jahres endgültig aufgelöst. Seitdem wurde Opladen zentral regiert, ein Gemeinderat hatte nur noch beratende Funktion. Missliebige Beamte wie etwa der Bürgermeister wurden beurlaubt und noch 1933 zwangsweise in den Ruhestand versetzt.
Die katholische Prägung des Gebiets führte zu heftigen Konflikten mit den herrschenden Nationalsozialisten.
Bereits 1934 plante man, das kirchliche Aloysianum zu schließen. Der Leiter, Oberstudiendirektor Peter Neuenheuser, wurde von SA und Hitlerjugend schikaniert, nachdem er Schülern den Besuch einer kirchenfeindlichen Hitlerjugend-Veranstaltung untersagt hatte. Er wurde in Schutzhaft genommen und musste Opladen danach verlassen. 1938 wurde das Aloysianum endgültig geschlossen. Hermann Milde, Pfarrer an St. Remigius, der sich bei einer Elternversammlung anlässlich der Schließung kritisch geäußert hatte, wurde aus dem Bezirk ausgewiesen. Die Schüler wechselten zwangsweise zu anderen Schulen, und das Gebäude wurde als Berufsschule und Opladener Rathaus weitergenutzt, anstelle der seit 1933 als Rathaus dienenden Villa Römer. Die Marienschule musste nach verschiedenen Repressalien Ostern 1940 ihren Betrieb einstellen. Auch im städtischen Realgymnasium setzten die Machthaber ihre Vorstellungen durch. Unbequeme Lehrer wurden beurlaubt oder zwangsversetzt, nachdem die Schule bereits im Mai 1933 auf Veranlassung der Stadt den Namen Adolf-Hitler-Realgymnasium erhalten hatte. Jugendgruppen wurden zwangsweise in die Hitlerjugend integriert. Die Mitgliederzahl der NSBO wuchs von Februar bis Mai 1933 von 12 auf 2500.
Die nationalsozialistische Presse beklagte sich wiederholt über das Desinteresse und die Ablehnung weiter Kreise der Opladener Bevölkerung. Die lokalen Zeitungen Bergische Post und Allgemeine Zeitung äußerten sich bis etwa 1935 gelegentlich kritisch zur politischen Lage, wofür sie mehrfach kurzfristig verboten und schließlich endgültig geschlossen wurden.:S. 250 ff.
Unter Druck verließen viele Mitglieder der jüdischen Gemeinde die Stadt. Am 10. November 1938 wurde die Opladener Synagoge durch Brandstiftung zerstört; die ausgebrannte Ruine wurde später beseitigt. Viele jüdische Bürger wurden festgenommen. Eine 1963 errichtete Gedenktafel erinnert heute an dieses Ereignis.

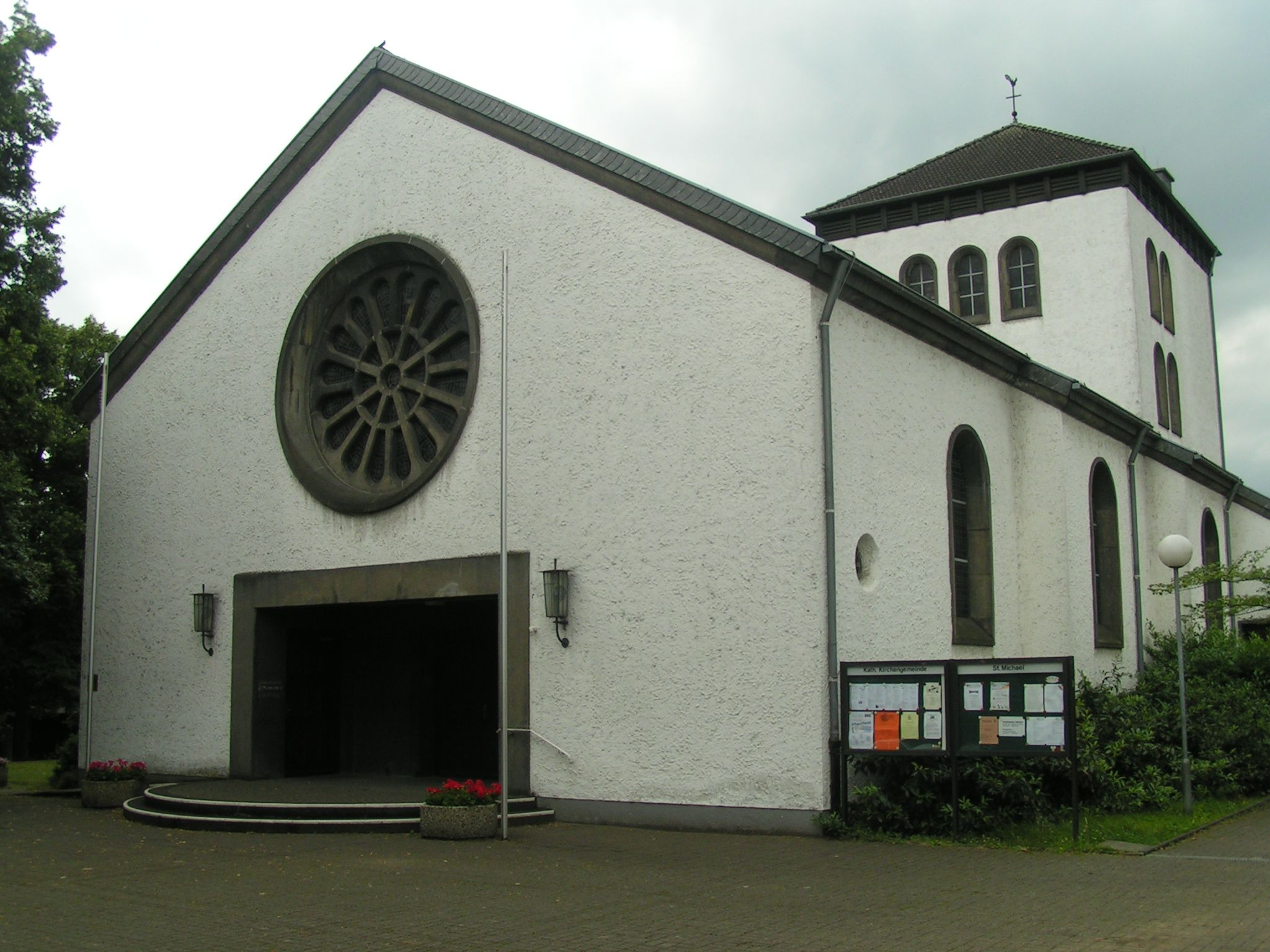
Die 1939 erbaute kath. Kirche St. Michael

1939 wurde die nach Plänen von Bernhard Rotterdam errichtete Pfarrkirche St. Michael im Opladener Norden geweiht. Der Bau wurde dabei vor allem aus den Erlösen aus dem Verkauf des katholischen Vereinshauses finanziert, zu dem die Pfarrgemeinde durch die Stadt gezwungen worden war. Die Kirche blieb allerdings zunächst Teil der Pfarrei St. Remigius. Erst 1954 wurde die Gemeinde selbständig.
Seit Anfang 1939 wurden im Stadtgebiet Luftschutzräume eingerichtet und Bunker gebaut. Mitte des Jahres begann die Rationierung von Verbrauchsgütern.
1941 begann die Deportation der Opladener Juden. In der Opladener Wirtschaft, insbesondere im Reichsbahn-Ausbesserungswerk wurden verstärkt Zwangsarbeiter und Kriegsgefangene eingesetzt, um die eingezogenen Arbeitskräfte zu ersetzen.
Der Schulbetrieb war während des Krieges stark eingeschränkt. Schulen wurden militärisch genutzt, und es kam zu erheblichem Unterrichtsausfall. Ab 1942 wurden ältere Schüler als Flakhelfer eingezogen, und ganze Klassen wurden in weniger durch Luftangriffe gefährdete Gebiete verschickt. Im Oktober 1944 wurde der Unterricht vollständig eingestellt.
Als Industriestandort und Eisenbahnknotenpunkt mit einem großen Ausbesserungswerk der Reichsbahn wurde Opladen Ziel mehrerer alliierter Luftangriffe, deren schwerster am 28. Dezember 1944 durch die britische Luftwaffe erfolgte. Bei diesem Angriff, der mit einem Fliegeralarm um 6:23 Uhr begann, wurde neben den Bahnanlagen auch die Stadt schwer getroffen. 234 Menschen starben, darunter 84 zur Zwangsarbeit herangezogene russische Kriegsgefangene, die im Ausbesserungswerk beschäftigt waren und denen der Zugang zu den Schutzräumen verboten worden war. 130 Personen wurden als Gefallene gezählt. 274 Personen wurden verletzt. 167 Häuser wurden vollständig zerstört, 317 Häuser schwer, 311 Häuser mittelschwer und 1739 Häuser leicht. Getroffen wurden auch drei Bürogebäude, zwei Krankenhäuser, drei Kirchen, acht Schulen und sechs landwirtschaftliche Gebäude. Es wurden vier Industriewerke zerstört und acht Werke wurde beschädigt. Etwa 5000 Menschen verloren ihre Wohnungen.

### Nachkriegszeit

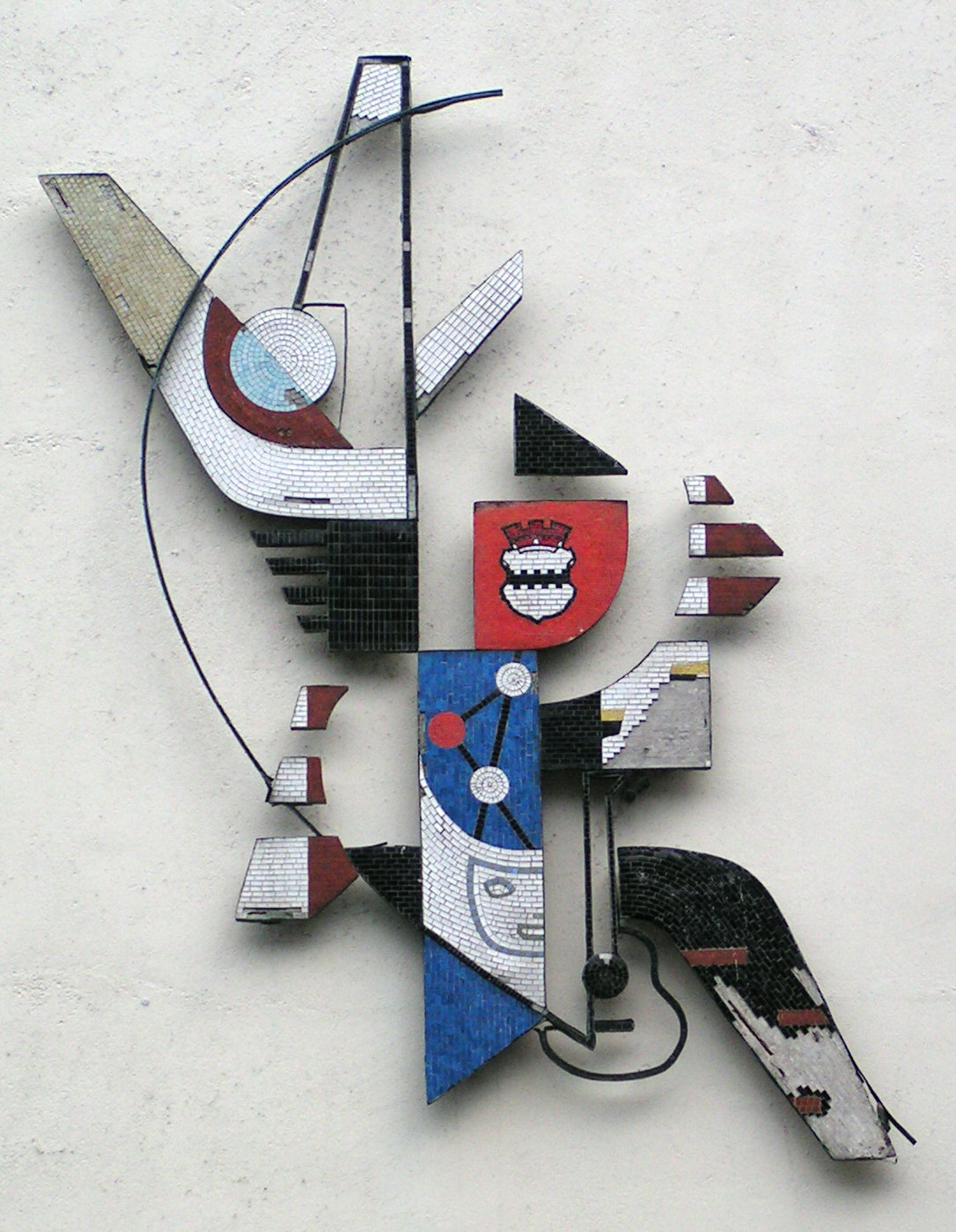
Mosaik an der ehemaligen Stadtbücherei

Am 15. April 1945 endete der Krieg in Opladen durch den Einmarsch amerikanischer Truppen, die am 15. Juni durch britische Besatzungstruppen ersetzt wurden. Opladen wurde Sitz der Kreis-Militärregierung.
Durch die Aufnahme vieler Flüchtlinge und Vertriebener aus den ehemals deutschen Gebieten stieg die Einwohnerzahl Opladens nach dem Krieg nochmals deutlich an. Für einige hundert Flüchtlinge mussten Massenunterkünfte organisiert werden.
Der Opladener Verleger Friedrich Middelhauve gründete im Oktober 1945 die Deutsche Aufbau-Partei. Zusammen mit anderen liberalen Gruppen entstand daraus bei einer Versammlung im Januar 1946 in Opladen der erste Landesverband der FDP. Middelhauve wurde stellvertretender Landesvorsitzender, und Erich Mende, der in Opladen wohnte, wurde Geschäftsführer. Auch die Ortsverbände von SPD, CDU und KPD wurden in dieser Zeit (wieder)gegründet.
Im April 1946 trat zum ersten Mal wieder eine Gemeindevertretung zusammen, die im September durch eine frei gewählte Stadtverordnetenversammlung ersetzt wurde.
1947 gründete Middelhauve den Westdeutschen Verlag, der zu den wichtigsten deutschsprachigen Verlagen für Politik- und Sozialwissenschaften zählte, bis er 2004 mit dem 1974 in Opladen von Edmund Budrich gegründeten Verlag Leske + Budrich zum VS Verlag für Sozialwissenschaften vereinigt wurde.
Die bereits seit 1945 als Pfarr-Rektorat von St. Remigius und seit 1952 als eigenständige Gemeinde bestehende Pfarrei St. Elisabeth erhielt 1957 eine eigene Kirche, nachdem zeitweise die Aloysiuskapelle genutzt worden war. Die neue Kirche nach einem Entwurf des Architekten Emil Steffan unterscheidet sich durch ihre sehr schlichte und ungewöhnliche Form deutlich von den anderen Leverkusener Kirchen.
1963 wurde ein neues Gebäude der Landrat-Lucas-Schule am Marktplatz eröffnet, dessen theaterähnliche Aula gleichzeitig als Festhalle Opladen für kulturelle Veranstaltungen genutzt wurde.

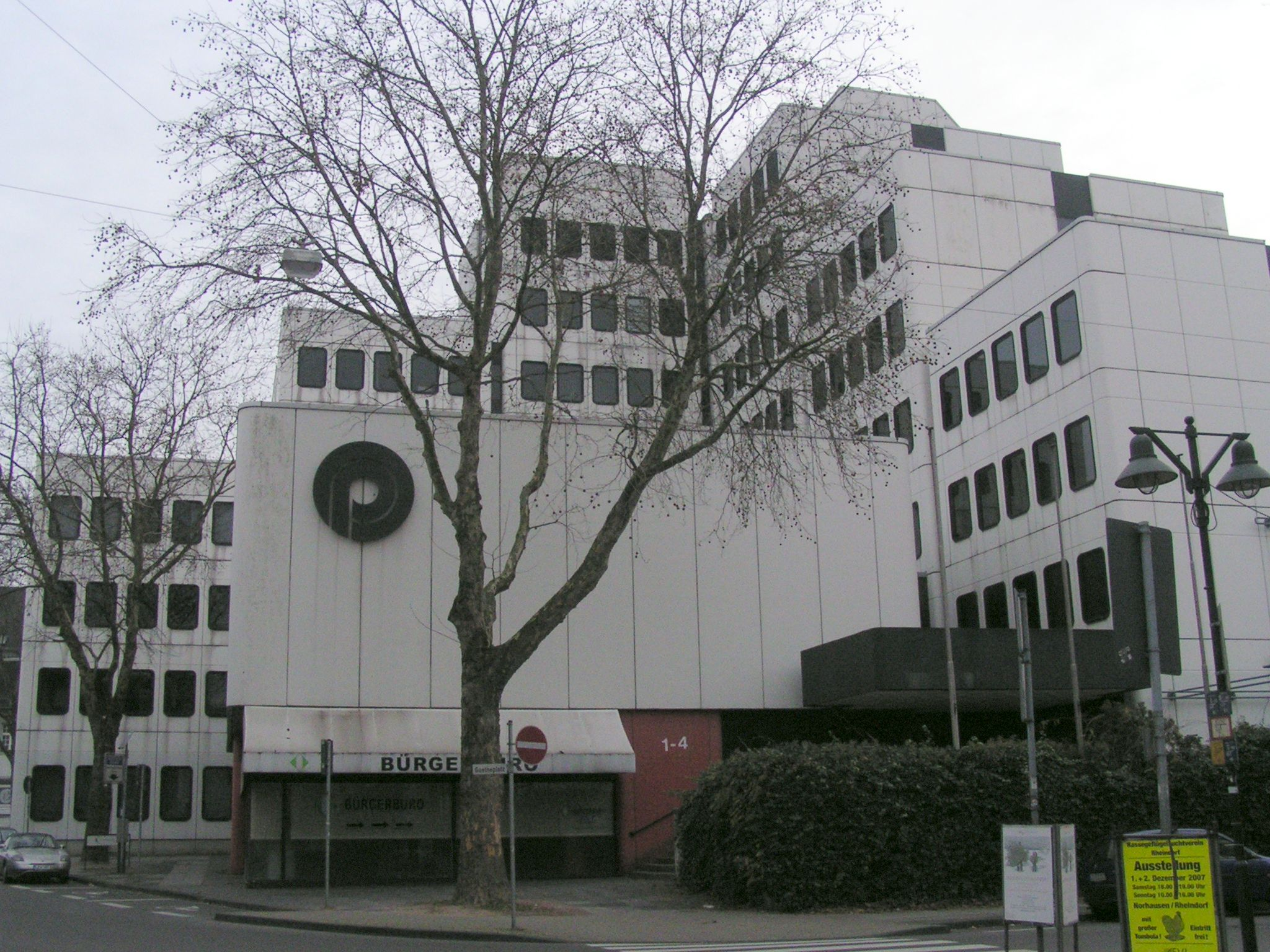
Das letzte Opladener Rathaus

In den Jahren 1973 und 1974 wurde anstelle des Goethe-Parks im Zentrum der Stadt ein als Rathaus geplantes Verwaltungsgebäude errichtet. Tatsächlich fand nach der Vollendung nur einmal im Dezember 1974 eine Sitzung des Opladener Stadtrats in diesem Gebäude statt. Gleichzeitig wurde im Stadtzentrum eine Fußgängerzone eingerichtet.
Am 31. Dezember 1974 endete die Geschichte der Stadt Opladen schließlich mit dem Verlust ihrer Selbständigkeit. Sie wurde nach § 17 Köln-Gesetz am 1. Januar 1975 mit den Nachbarstädten Bergisch Neukirchen und Leverkusen sowie dem Monheimer Stadtteil Hitdorf zur neuen Stadt Leverkusen vereinigt. Auch der Rhein-Wupper-Kreis wurde aufgelöst. Da Leverkusen neu zum Regierungsbezirk Köln gehört, wurden auch die Grenzen der Regierungsbezirke Köln und Düsseldorf verändert.

### Opladen als Stadtteil Leverkusens

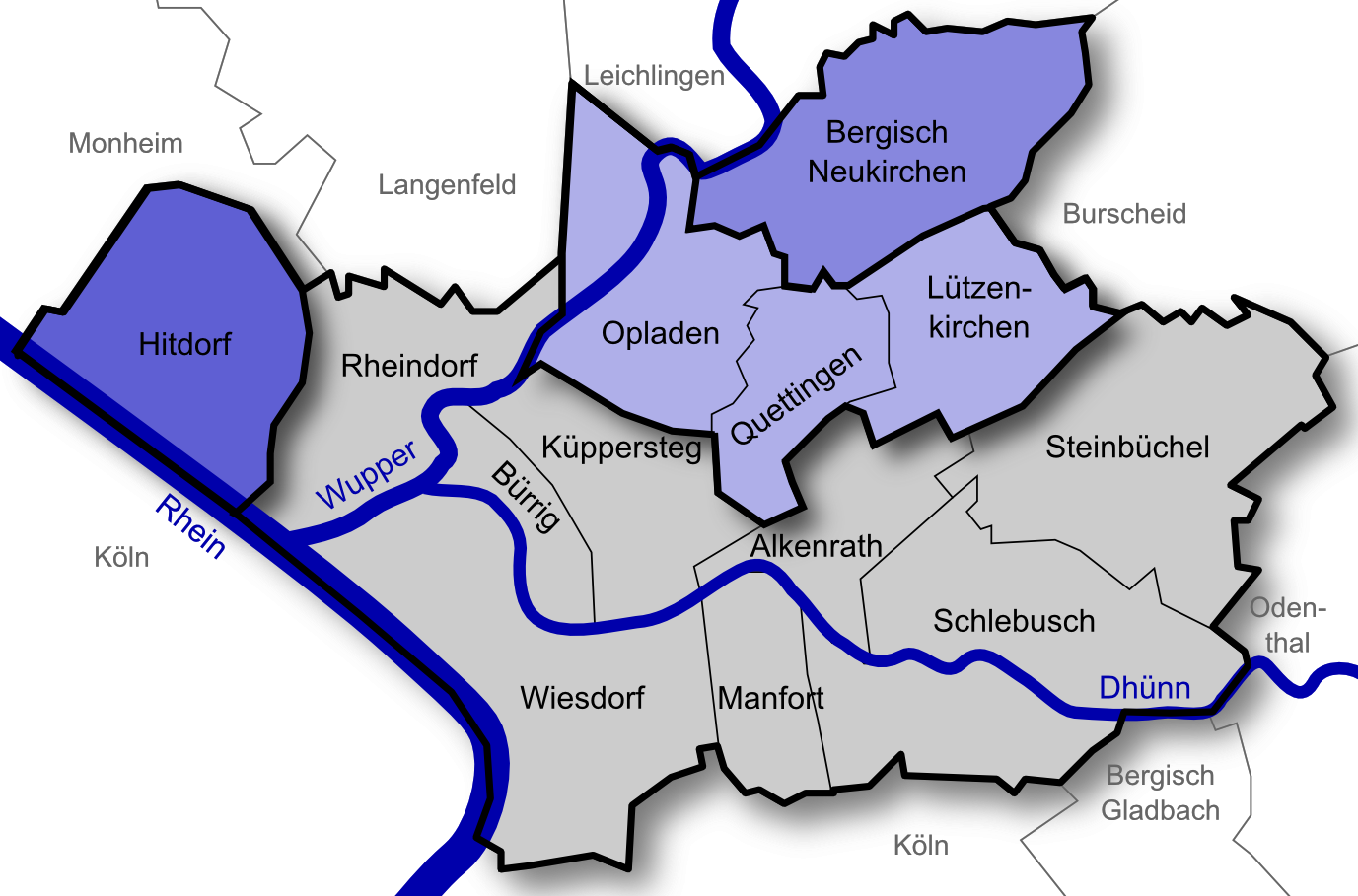
Die neue Stadt Leverkusen 1975

Das alte Opladener Rathaus, das Gebäude des ehemaligen Aloysianums, wurde 1975 abgerissen. Lediglich die ehemalige Schulkapelle blieb erhalten und dient heute als Jugendkirche. Nach langen Diskussionen über die Nutzung des Geländes wurde dort 1984 ein Altenheim errichtet.
Die Gebäude der Schusterinsel wurden abgerissen und an ihrer Stelle ein Gewerbepark errichtet.
Im Jahre 1994 wurde in der Nähe des Bahnhofs ein neuer Busbahnhof angelegt, der den alten Busbahnhof aus dem Jahre 1963 ersetzte.
Heute (2008) erinnern nicht mehr viele Zeichen im Stadtgebiet an die ehemalige Selbständigkeit und Bedeutung Opladens. Ausnahmen sind bzw. waren die Benennung des Bahnhofs (Opladen statt Leverkusen-Opladen) sowie der Autobahnausfahrt Opladen an der A3 (bis 2008).

### Wappen

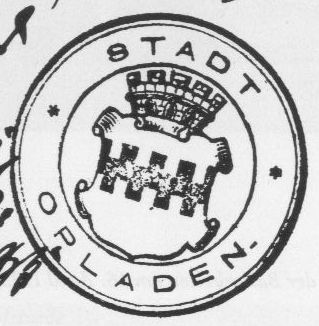
Siegel mit dem Wappen in der alten Version

Stadtwappen in der neuen Version

Das Opladener Stadtwappen zeigt einen „Zinnenbalken schwarz in silbernem Schilde“ mit einer roten Mauerkrone und wurde im Jahre 1883 eingeführt. Der Wechselzinnenbalken – ein altes Wappenzeichen der Grafen von Berg – wurde auf die im 13. Jahrhundert lebenden Brüder Gerhard und Giso von Opladen zurückgeführt, die dem Grafen von Berg dienten und damit dessen Wappen verwenden durften. Da die Farben des alten Wappens nicht überliefert waren, wurden die preußischen Farben schwarz und weiß gewählt. Während die Stadt zunächst eine fünfzinnige Mauerkrone verwendete, wurde dies 1906 auf drei Zinnen korrigiert, da nur Residenzstädte fünf Zinnen führen durften.:S. 173 f.

### Wupperbrücke

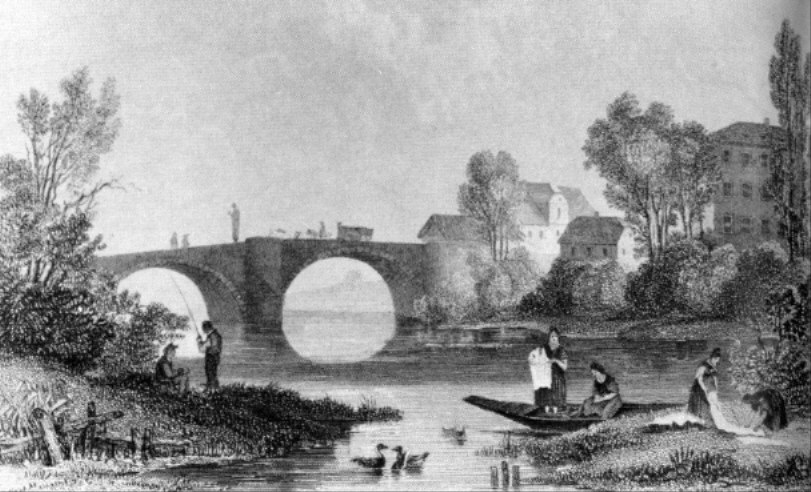
Wupperbrücke bis 1908

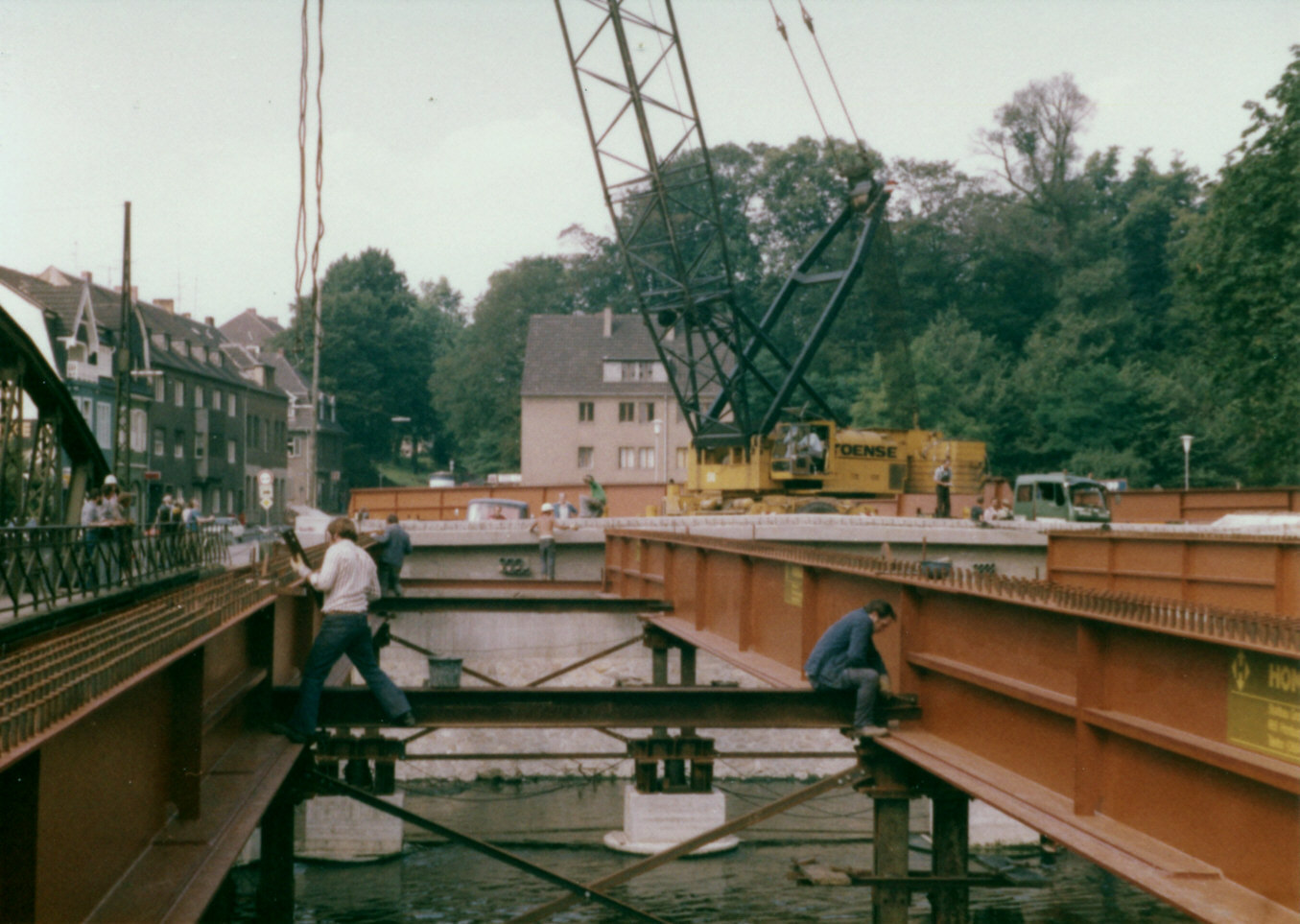
Bau der heutigen Wupperbrücke, ca. 1979. Links ist noch die Stahlbogenbrücke sichtbar.

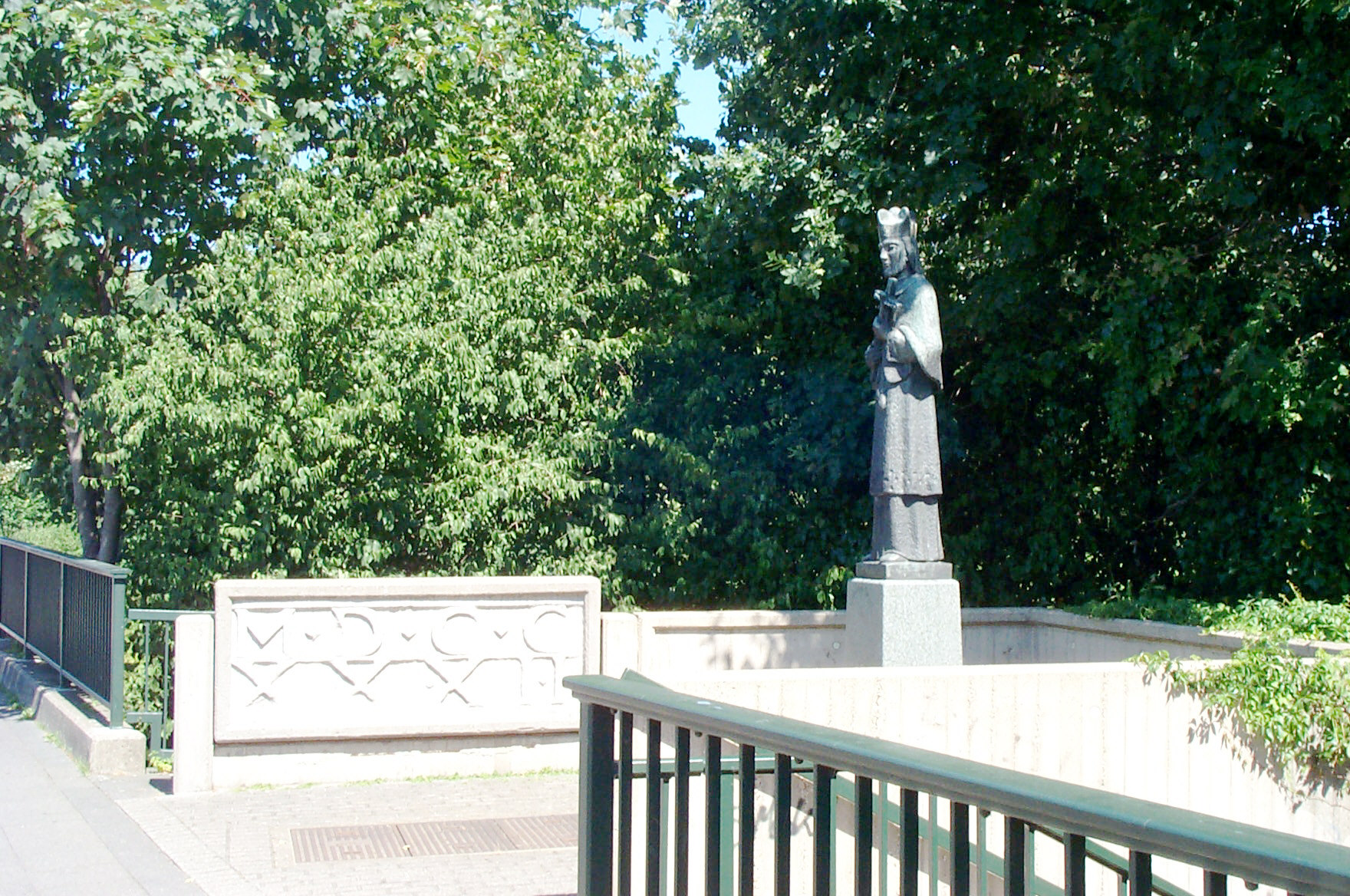
Nepomuk-Statue an der Opladener Wupperbrücke, daneben der Grundstein der Vorgängerbrücke von 1732

Der Opladener Wupperübergang begründete unter anderem die historische Bedeutung der Stadt. Er befindet sich im Verlauf einer historischen Altstraße, die im Laufe der Jahrhunderte Via Publica, Mauspfad, später Frankfurter Steinweg/Köln-Arnheimer Chaussee, Rechtsrheinische Fernverkehrsstraße genannt wurde und die weitgehend mit der heutigen Bundesstraße 8 übereinstimmt. Der Übergang verbindet das heutige Opladener Zentrum im Süden mit dem Frankenberg, der vermuteten Keimzelle Opladens nördlich der Wupper.
Die ursprünglich hölzerne Wupperbrücke wurde 1307 erstmals urkundlich erwähnt. 1730 richtete die von den Thurn und Taxis betriebene Kaiserliche Reichspost neben der Wupperbrücke eine Umsteigestation ein. 1732 wurde anstelle der ersten Brücke eine Steinbogenbrücke errichtet. Im Zuge des Baus der Straßenbahn nach Ohligs wurde diese 1908 durch eine Stahlbogenbrücke ersetzt. Die Brücke sollte am Ende des Zweiten Weltkriegs gesprengt werden; dies wurde jedoch sabotiert, wofür dem Wachtposten die Hinrichtung drohte.:S. 260.
Die heutige Stahlbetonbrücke wurde 1979 im Zuge des vierspurigen Ausbaus der Bundesstraße 8 neben der kurze Zeit später abgerissenen Stahlbogenbrücke errichtet. Nach dem zweispurigen Rückbau der Bundesstraße 8 befinden sich heute Busspuren neben den verbliebenen Fahrbahnen.
Seit der ersten Hälfte des 18. Jahrhunderts befand sich neben der Wupperbrücke eine Statue des heiligen Johann von Nepomuk, der neben Remigius zweiter Patron der Opladener Pfarrkirche ist. Nachdem diese erste Statue 1796 durch französische Truppen beschädigt wurde, stiftete ein Kölner Senator 1829 eine steinerne Statue aus dem Jahre 1746 als Ersatz. Diese wurde 1972 erstmals restauriert. Durch Vandalismus wurden in den folgenden Jahren weitere Restaurierungen notwendig. Nach dem Neubau der Wupperbrücke 1979 wurde die alte Statue schließlich in die Pfarrkirche versetzt und durch eine moderne Statue aus Bronze ersetzt.
Beim letzten Neubau der Brücke wurde der Grundstein der 1732 errichteten Steinbrücke gefunden, der heute als Teil der Umfassung der Nepomuk-Statue neben der Brücke zu besichtigen ist.

## Wirtschaft und Beschäftigung
Opladen war auch Sitz oder Niederlassung größerer Industriebetriebe, wie der Textilveredelungsfabrik Schusterinsel AG, dem Autozulieferer Goetzewerke AG, der Schweißgerätefabrik I. u. W. Müller GmbH (Schweißapparate von Weltruf unter dem Namen Müller Opladen), der Wellpappenfabrik Franz Gierlichs sowie dem Blechwarenhersteller Hermann Schmitz. Ende der 1970er-Jahre gingen jedoch zahlreiche Industriearbeitsplätze durch Umstrukturierung und schlechterer Wirtschaftslage verloren. Neben der Industrie gab es ebenso zahlreiche Handwerks- und Gewerbebetriebe sowie Landwirtschaft, die für eine relativ ausgewogene Wirtschaftsstruktur sorgten. Banken und Behörden ergänzten das Bild und prägten Opladen als Verwaltungsstadt. Nicht nur die üblichen Kreis-, Stadt- und Gerichtsbehörden waren oder sind vor Ort, auch eine Autobahnmeisterei und ehemals eine Filiale der Landeszentralbank NRW.

## Bildung
- Campus Leverkusen der Technischen Hochschule Köln (ab Wintersemester 2022/2023)
- Landrat-Lucas-Gymnasium mit Sekundarstufen I und II
- Marienschule Opladen, Gymnasium in Trägerschaft der Erzdiözese Köln
- Berufskolleg Opladen, Sekundarstufe II, Berufskolleg mit beruflichem Gymnasium für Wirtschaft und Verwaltung sowie Erziehung
- Theodor-Heuss-Realschule
- Katholische Hauptschule „Im Hederichsfeld“
- Remigiusschule (Katholische Grundschule Remigius), seit 2011 zusammengeschlossen mit der Brüder-Grimm-Schule
- Gemeinschaftsgrundschule Opladen (Herzogstraße); ausgezeichnet mit dem Gütesiegel „Individuelle Förderung“
- Lehrerseminar Leverkusen, Studienseminar für Lehrerausbildung

## Sehenswürdigkeiten

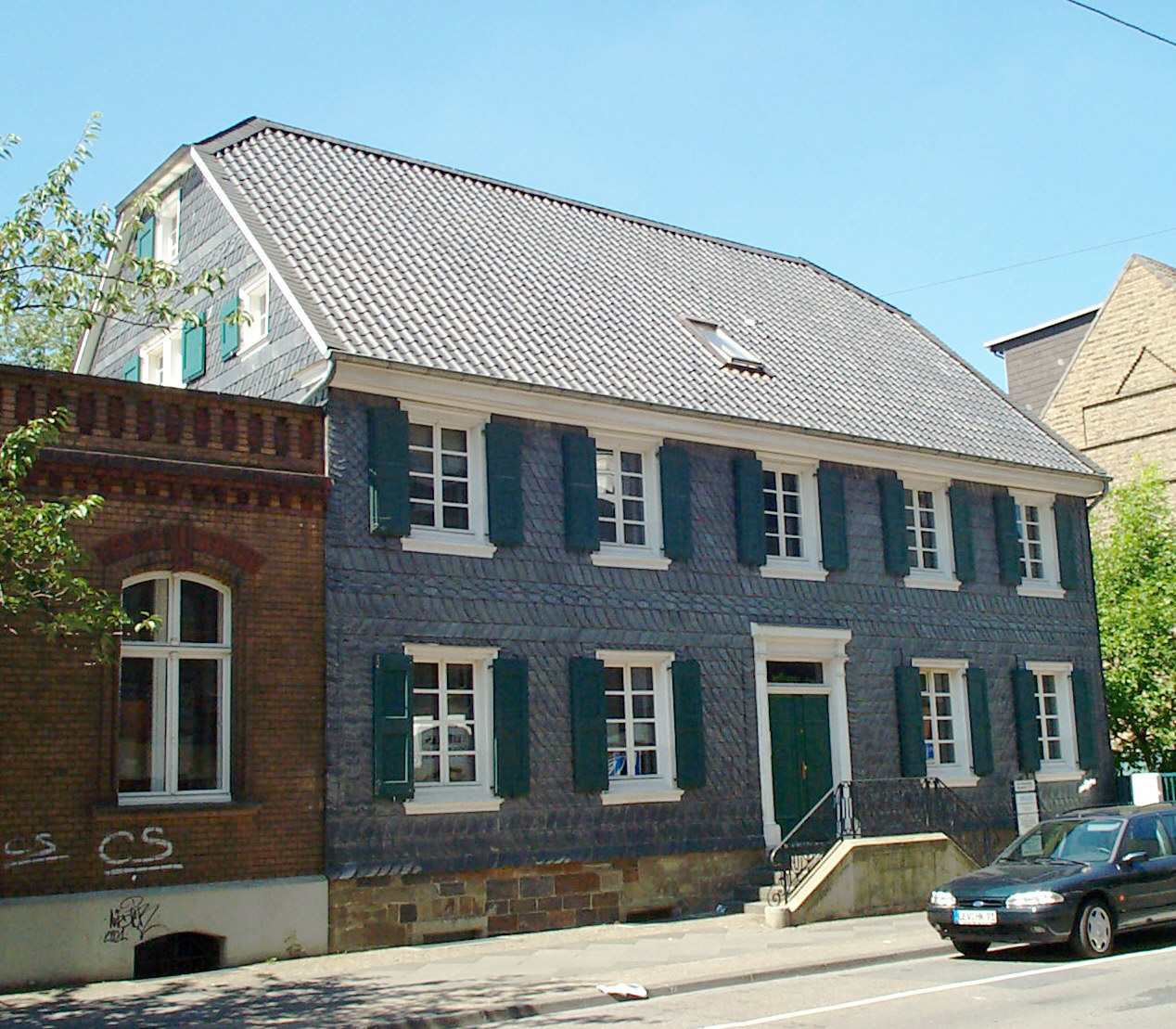
Die ehemalige Adler-Apotheke in der Düsseldorfer Straße

- Der Friedenberger Hof ist ein Herrenhaus aus dem 16. Jahrhundert. Vorgängerbauten wurden bereits im 14. Jahrhundert urkundlich erwähnt.
- Fachwerkhäuser des 18. und 19. Jahrhunderts in der Altstadtstraße
- Eine moderne Statue des Heiligen Johann von Nepomuk an der Wupperbrücke ersetzt seit 1979 eine Vorgängerstatue aus dem 18. Jahrhundert, die noch in der Kirche St. Remigius besichtigt werden kann.
- Die Villa Römer als Haus der Stadtgeschichte zeigt Ausstellungen über die Geschichte Opladens und Umgebung.
- Die ehemalige Adler-Apotheke war lange eine der ältesten Apotheken der Region. Inzwischen befindet sich die historische Inneneinrichtung im Bergischen Museum in Schloss Burg.
- Der denkmalgeschützte Vierkanthof Gut Frischenberg[14] wird seit 1925 von der Eigentümerfamilie Pesch bewirtschaftet.
- Das Glockenspiel in der Goethestraße erklingt jeden Werktag zwischen 12 und 18 Uhr.
- Das NaturGut Ophoven ist ein Umweltbildungszentrum für Kinder und Erwachsene. Es wurde 1989 als Natur- und Schulbiologiezentrum auf dem Gelände eines alten Gutshofes gegründet. Zu diesem gehört als eines der ältesten Gebäude der Stadt der Rest einer Burganlage aus dem 13. Jahrhundert.

### Kirchen

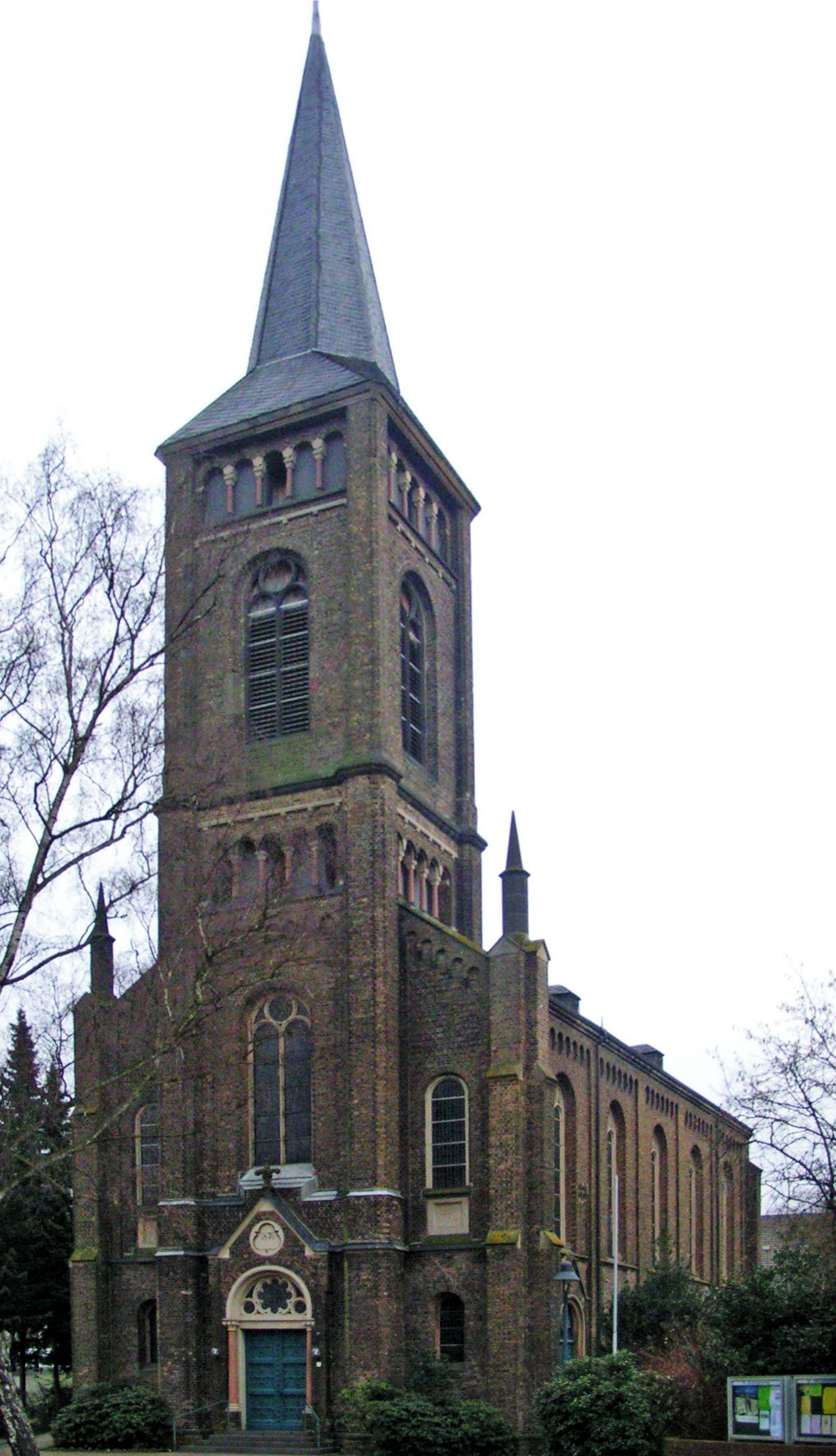
Evang. Kirche am Bielert

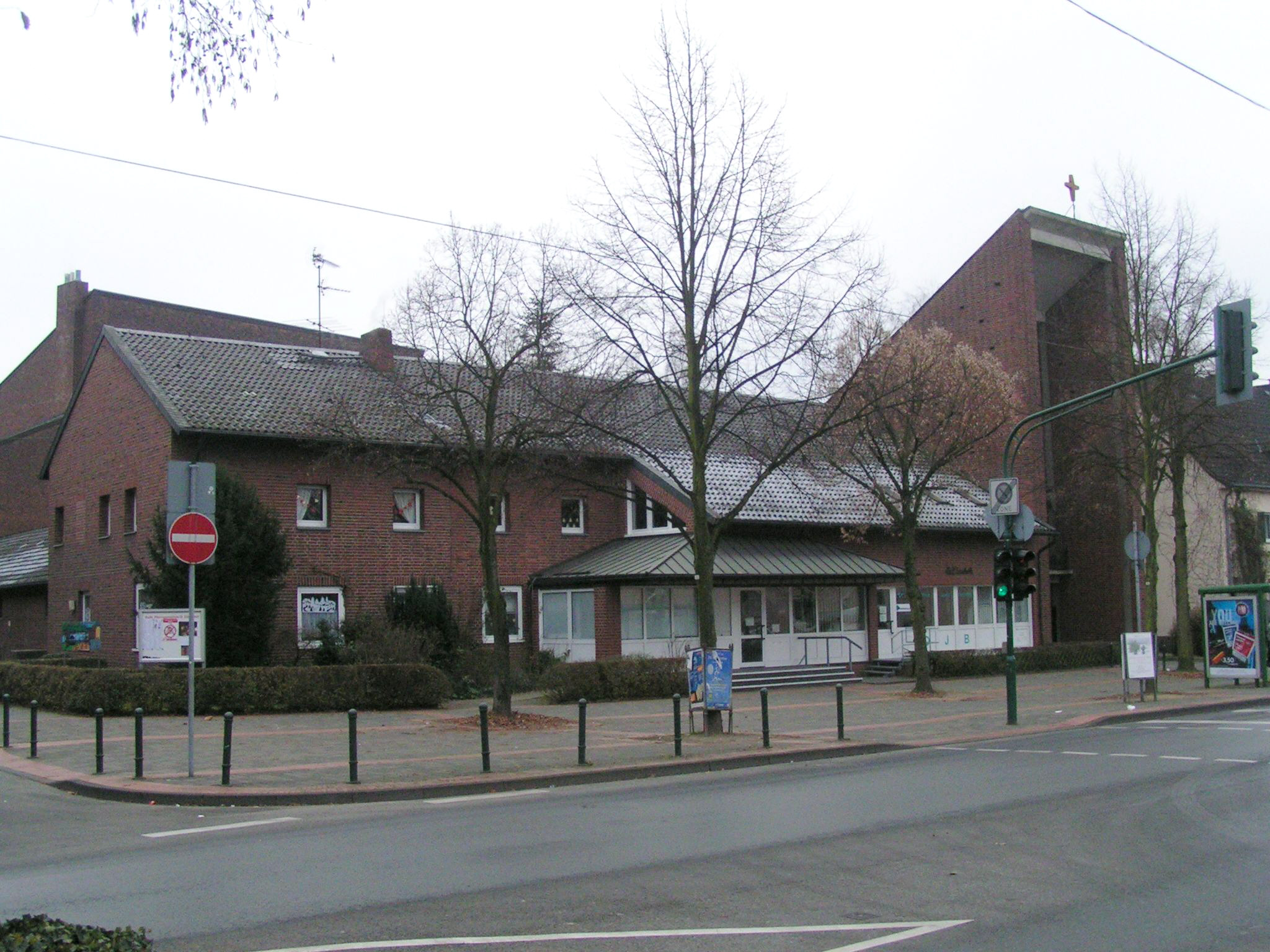
St. Elisabeth

- Älteste komplett erhaltene Kirche ist die evangelische Kirche am Bielert von 1876.
- Die nach teilweiser Kriegszerstörung des Vorgängerbaus 1952 neu geweihte katholische Kirche St. Remigius ist die alte Hauptpfarrkirche der Stadt. Die erste Kirche an dieser Stelle wurde bereits 1223 erwähnt. 1787–88 sowie 1862–63 wurden die zu klein gewordenen bisherigen Bauten durch Neubauten ersetzt.
- Die 1907 als Schulkapelle des damaligen Erzbischöflichen Gymnasiums Aloysianum eingeweihte Aloysiuskapelle ist seit 1995 die erste Jugendkirche in Deutschland.
- 1927 erhielt das 1891 gegründete St.-Josephs-Krankenhaus (heute Remigius-Krankenhaus) eine eigene Kapelle.
- Die gegenüberliegende Marienschule erhielt wenig später ebenfalls eine eigene Kapelle.
- 1939 wurde die katholische Kirche St. Michael für die damals neu erbauten Wohngebiete nördlich der Wupper errichtet.
- Die 1957 eingeweihte katholische Kirche St. Elisabeth ist die jüngste Kirche in Opladen und ein Beispiel sakraler Nachkriegsarchitektur.
- Evangelisch freikirchliche Gemeinde (Brüderbewegung)
- Freikirchlich-evangelische Gemeinde (Baptisten)

## Persönlichkeiten

### Ehrenbürger von Opladen
- Julius Schnitzler (1806–1884), Fabrikant und Sparkassengründer
- Franz Esser (1908–1966), Bischof von Springbok, Südafrika

### In Opladen geboren
- Hermann Coßmann (1874–1945), Jurist und Ministerialbeamter
- Artur Weinmann (1883–1942), Landgerichtsrat in Krefeld
- Ernst Oberdörster (1888–1972), kommunistischer Widerstandskämpfer gegen den Nationalsozialismus
- Otto Heckmann (1901–1983), Astronom
- Lore Rose David (1905–1985), deutschamerikanische Paläoichthyologin
- Friedrich Boßhammer (1906–1972), SS-Sturmbannführer, Mitarbeiter Adolf Eichmanns
- Helmut Liese (1908–1996), Jurist und Landrat
- Kurt Lorenz (1914–1987), Künstler und Karikaturist
- Wulf Vater (1917–2007), Pharmakologe, Nifedipin-Entwickler
- Helmut Schaefer (1926–2006), Ingenieur und Hochschullehrer
- Wilhelm Gustav Illbruck (1927–2004), Unternehmer, Hochseesegler
- Helmut Moog (* 1927), Pädagoge und Hochschullehrer
- Doris Ebert (1928–2021), Heimatforscherin
- Bernard Henrichs (1928–2007), katholischer Geistlicher, Dompropst des Kölner Doms
- Gertraud Middelhauve (1929–2004), Verlegerin
- Wilhelm Hartel (* 1930), Chirurg
- Martin Kriele (1931–2020), Rechtswissenschaftler
- Karl-Heinz Becker (* 1935), Physiker und Professor für Physikalische Chemie
- Walter Laufenberg (* 1935), Schriftsteller und Blogger
- Horst Stockhausen (* 1944), Fußballspieler
- Werner Wenning (* 1946), ehemaliger Vorstandsvorsitzender der Bayer AG
- Roland Zielke (* 1946), Politiker (FDP), Mediziner, Professor für Mathematik
- Paul Hebbel (* 1947), Politiker (CDU), ehemaliger Oberbürgermeister der Stadt Leverkusen
- Elisabeth Perzborn (* 1948), Biologin und Pharmaforscherin
- Karl-Heinz Dellwo (* 1952), RAF-Mitglied
- Michael Klette (* 1959), Theaterregisseur und Drehbuchautor
- Rainer Henkel (* 1964), Schwimmer
- Joachim Rees (* 1964), Kunsthistoriker, Hochschullehrer
- Bernd Dreher (* 1966), Fußballtorwart (FC Bayern München)
- Jörg Rössel (* 1968), Soziologe
- Jürgen Gansel (* 1974), Politiker (NPD)

### Persönlichkeiten mit Bezug zu Opladen
- Vinzenz Joseph Deycks (1768–1850), Justizrat und Notar; war von 1811 bis 1815 Bürgermeister von Opladen. Nach ihm sind die Rat-Deycks-Straße und die Rat-Deycks-Schule benannt.
- Jakob Salentin von Zuccalmaglio (1775–1838), 1810–11 Bürgermeister von Opladen
- Stephan Josef Krey (1803–1873), Dechant von St. Remigius in Opladen
- Adolf Lucas (1862–1945), Landrat; verlegte den Sitz des Kreises nach Opladen
- Peter Neuenheuser (1877–1940), katholischer Geistlicher, Direktor des Aloysianums
- Fritz Woike (1890–1962), evangelischer Arbeiterdichter
- Friedrich Middelhauve (1896–1966), Verleger, Politiker, Mitgründer und stellvertretender Vorsitzender der FDP, Bundestagsabgeordneter
- Günther Weisenborn (1902–1969), Schriftsteller; wuchs in Opladen auf, Mitarbeiter der Opladener Zeitung in den 1920er-Jahren
- Erich Mende (1916–1998), Politiker (FDP), Opladener Stadtrat, Vizekanzler der Bundesrepublik
- Bruno Wiefel (1924–2001), Opladener Bürgermeister (1958–1974), Bundestagsabgeordneter (SPD)
- Klaus Germann (1941–1983), Kirchenmusiker der evangelischen Gemeinde
- Michael Porr (* 1967), Kirchenmusikdirektor der evangelischen Gemeinde

## Sonstiges
Bis zur Eingemeindung lautete die amtliche Postleitzahl 5670, die alte Telefonvorwahl ist bis heute geblieben: 02171.
Der Chronist Rolf Müller beendete seine umfassende Stadtchronik von 1974 mit den Worten:

„Das Schlußwort zu diesem Werk über die Geschichte und das Leben der Kreisstadt Opladen und ihrer Bürger hat der Landtag des Landes Nordrhein-Westfalen in seiner Sitzung am 27. September 1974 geprägt. Nachdem die Landesregierung in ihrem Entwurf eines Gesetzes zur Neugliederung der Gemeinden und Kreise des Neugliederungsraumes Köln (Köln-Gesetz) im Landtag den Zusammenschluß der Städte Leverkusen, Opladen und Bergisch Neukirchen empfohlen hatte, sich der Ausschuß für Verwaltungsreform des Landtags hingegen – übereinstimmend mit der Auffassung des Rates der Kreisstadt Opladen – für eine Eingliederung der Städte Leverkusen und Opladen/Bergisch Neukirchen als selbständige Städte in den Rheinisch-Bergischen-Kreis ausgesprochen hatte, hat der Landtag in der erwähnten Plenarsitzung hinsichtlich der Städte Leverkusen und Opladen mit großer Mehrheit folgende Entscheidung getroffen: (1) Die Städte Leverkusen, Opladen und Bergisch Neukirchen sowie der Ortsteil Hitdorf der Stadt Monheim werden zu einer neuen kreisfreien Stadt zusammengeschlossen. Die Stadt erhält den Namen Leverkusen…“